# Teherán
Teherán (pronunciado: [teeˈɾan]; en persa: تهران‎ tr.: Tehrān [tehˈɾɒːn]) es la capital de la República Islámica de Irán. Está situada en el norte del país, en una meseta al pie de los montes Alborz (también llamados Elbourz). Debido a su población (8 429 807 habitantes según una estimación de 2010) e importancia constituye una de las urbes más importantes del llamado mundo islámico.
Es el centro político y económico de la nación. Más de la mitad de las industrias de Irán están concentradas en ella, entre las que destacan la textil, el azúcar, el cemento y la  industria automovilística y el comercio de alfombras. También cuenta con refinerías de petróleo.

## Etimología
Existen diversas teorías sobre el origen del nombre de la ciudad.
La web oficial de la ciudad de Teherán afirma que "Tehran" viene de las palabras persas Tah, que significa «final» o «fondo», y Ran, que significa «ladera de una montaña», literalmente, «final de la ladera de la montaña». Dado que Teherán se encuentra en las estribaciones de los montes Alborz este parece ser la explicación más plausible del origen del nombre de la ciudad.
Una segunda teoría sostiene que la palabra "Tehran" deriva de Tiran o Tirgan, «la morada de Tir» (siendo Tir la deidad indoirania equivalente a Mercurio en la mitología romana). El antiguo asentamiento parto de Tiran era vecino de la población de Mehran («la morada de Mehr» o «la morada de Mitra», que fue una deidad indoirania del Sol). Ambos asentamientos eran simples barrios de la gran ciudad de Rayy o Rhages. Mehran todavía existe y es un barrio residencial dentro del Gran Teherán, al igual que Rayy, que forman los barrios del sur de la ciudad.
La tercera teoría afirma que "Terhan" significa «lugar templado», en oposición a «lugar fresco», que correspondería a Shemiran, un barrio al norte de Teherán. Algunos textos contemporáneos afirman que la palabra "Terhan" significa en persa «falda de montaña templada».

## Historia

### Orígenes
Teherán era en su origen un pueblo situado a 7 kilómetros de la gran ciudad histórica de Rayy. Era uno de los primeros pueblos que surgieron al norte de esta ciudad, cuyos habitantes se refugiaban en Shemiran, Qasran y en las llanuras del Alborz con el fin de huir del calor del desértico sur. Restos de poblaciones durante el Neolítico e incluso de periodos anteriores han sido descubiertos en Teherán y en Rayy (como los yacimientos de Chesm-e Ali, situados en el centro de Rayy.
La historia de Teherán es conocida a partir del momento que se menciona en escritos históricos, como los de Yaqut, que menciona la ciudad en 1220. Los escritos de Qazviní, fechados en 1275, permiten conocer mejor la ciudad en esta época. Ambos historiadores la describen como una ciudad comercial (qurā) e incluso una ciudad comercial importante (qariyaton kabiraton), dividida en doce barrios (mahale). Qazviní añade que cada barrio está dirigido por un anciano. Según él, los ancianos se enfrentaban entre ellos y los habitantes dudaban a la hora de ir a otro barrio que no fuera el suyo. En esta época, la ciudad tenía una fisionomía particular que destacan estos autores.
La economía de la ciudad en esta época se basa en el comercio de frutas y verduras cultivadas en los jardines de la ciudad, alimentados por los riachuelos provenientes del Elbourz y por sistemas de regadío tradicionales (como el qanat y el kariz).

### Inicio de las funciones urbanas
Teherán comienza a tomar más importancia tras la destrucción de Rey por los mongoles en 1228. Teherán sufrió también la invasión mongola, pero el declive de Rey incitó a sus habitantes a instalarse en Teherán, que ofrecía más comodidades con sus jardines y sus canales de regadío. En 1340, Hamdollah Mostowfí describió Teherán como una «pequeña ciudad importante», pero tan poco poblada como antaño. En el siglo XIV, la provincia mongola en la zona estaba formada por cuatro departamentos, uno de los cuales era Teherán. Rey formaba parte en esta época del distrito de Teherán, periodo en que la futura capital iraní comenzaba a predominar sobre Rey.
Don Ruy González de Clavijo, embajador castellano, fue probablemente el primer europeo en visitar Teherán, llegando a sus puertas en julio de 1404, en el curso de un viaje hacia Samarcanda (hoy en Uzbekistán y que en esa época era la capital mongola). Describió Teherán como una gran ciudad equipada de una residencia real («posada»). Rey es descrita como una ciudad abandonada («agora deshabitada»).

### Transformación en capital

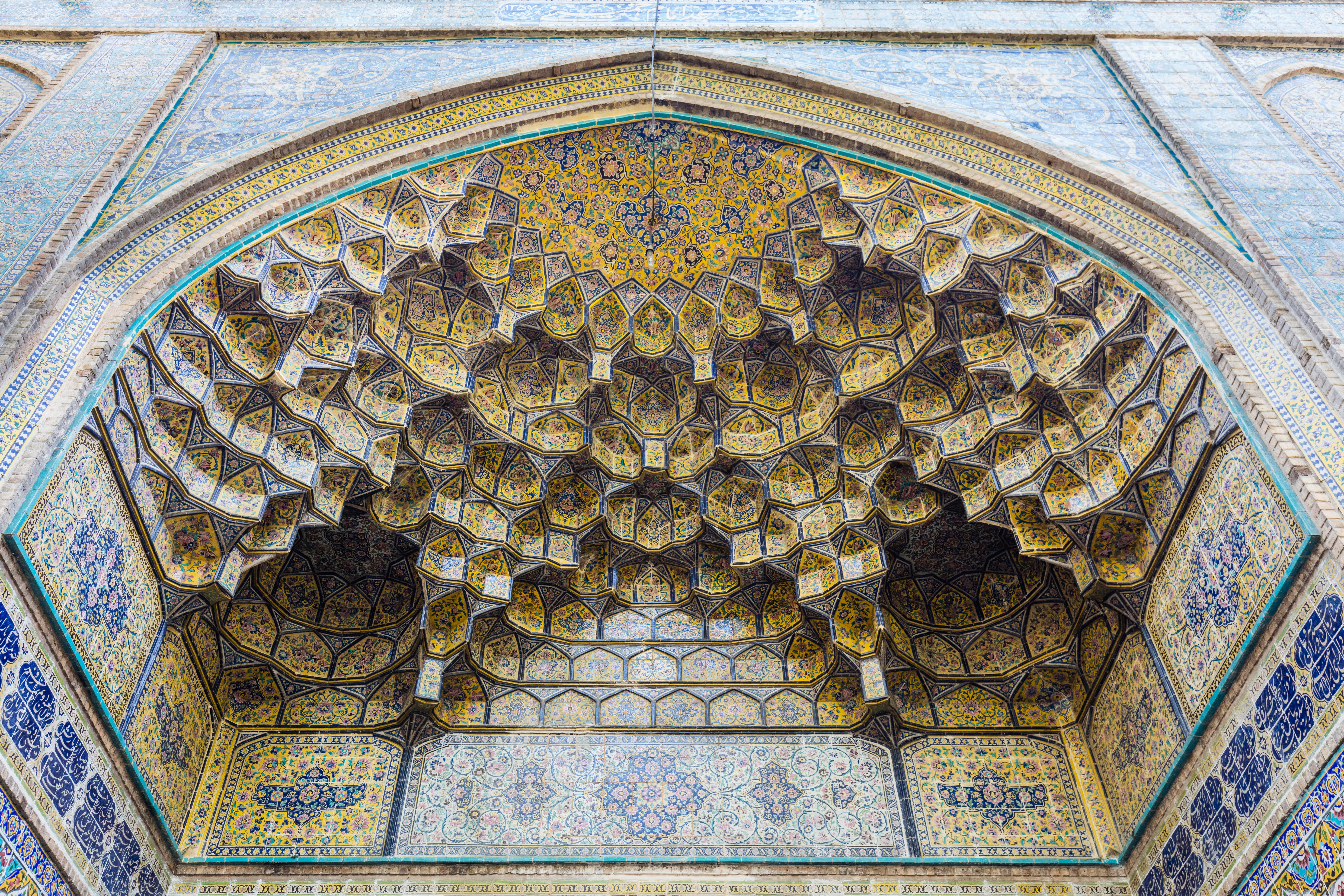
Detalle del bazar de Teherán.

El sah Tahmasp I, segundo soberano de la dinastía safávida, hizo construir en 1553-1554 un bazar, así como una muralla con 114 torretas (de acuerdo con el número de suras del Corán). Las razones de la elección de los safávidas en favor de Teherán tuvieron varias causas: el hecho de que un antepasado de los safávidas, Sayyed Hamza, estuviera enterrado en Ray o que Teherán fuera desde hacía siglos un refugio para los chiíes tuvieron una cierta importancia; pero sobre todo fueron las situaciones históricas las que empujaron al safávidass Tahmasp, que ya había sido obligado a desplazar su capital de Tabriz a Qazvin por culpa de las amenazas del Imperio otomano. La ciudad de Teherán fortificada, situada a 150 kilómetros al este de Qazvin, ofrecía entonces un buen refugio en caso de peligro. Xavier de Planhol subraya que la muralla era excesiva y desproporcionada en relación con las necesidades de una pequeña ciudad: se extendía sobre 8 km de largo, rodeando una superficie de 4,5 km², mientras que la población no excedía las 20 000 personas en la época. Las descripciones hablan entonces de una gran ciudad, que tenía grandes jardines llenos de múltiples variedades de frutas.
En época de los safávidas Teherán fue un centro administrativo regional, que acogía un beğlerbeği  y un gobernador de provincia. Sin embargo, en la actualidad la ciudad no cuenta con restos importantes de esta época, como una gran mezquita o fábrica.
El sah Abbas II residió también en varias ocasiones en Teherán y se hizo construir una residencia llamada Chāhār bāgh. El Sah Suleymán hizo construir una secretaría imperial (Divān Khāneh) en el centro de la ciudad (Chenārestān). Es en este lugar donde el embajador del sultán otomano Ahmet III se reunió en 1721 con el Sah Sultán Hosein, último rey de la dinastía safávida antes de la invasión afgana. Al final del siglo XVIII, Teherán no era más que una pequeña ciudad provincial pero había tomado ya importancia para los soberanos iraníes.
En 1722, las tropas de Mir Mahmoud Hotaki invadieron Isfahán e Irán entró en un periodo de problemas que sufrieron tanto Teherán como su región.
Bajo la dinastía de los Zand, Teherán se convirtió en centro militar, mientras que las tribus de Zand y de Qayar se enfrentaban para tomar el poder en el país. Entre 1755 y 1759, Karim Jan planeaba hacer de Teherán la capital del país; hace construir edificios dentro de los límites del barrio real (el Palacio de Golestán, por ejemplo). El barrio real adquiere entonces todas las características de un arg o barrio real fortificado. Sin embargo, Karim Jan prefirió nombrar Shiraz capital del país.
A la muerte de Karim Jan en 1779, Teherán se convirtió objeto de disputa entre Qafur Jan, fiel a los Zand, y Agha Mohammad Jan, de la dinastía Qayar. La ciudad cayó en manos de un aliado de los Qayar en 1785, y Agha Mohammed Jan Qayar, primer rey de la dinastía, entró en la ciudad el 12 de marzo de 1786 e hizo de ella la capital de su reino. Teherán debió su estatus de capital de Irán en la época qajar a preocupaciones geoestratégicas: los rusos amenazaban las fronteras norte del país y los turcomanos las del noreste. Teherán se beneficiaba pues de una situación privilegiada en la encrucijada de la ruta Este-Oeste que recorre la llanura del Elbourz con las vías que conducen a los oasis del Irán central y a las cuencas del Fars.
En 1797 Teherán seguía teniendo la apariencia de una ciudad nueva y contaba con pocos habitantes. Un viajero europeo, G.E. Olivier, hablaba de una ciudad de 15 000 habitantes, de los cuales 3000 eran soldados, pero que se extendía sobre 7,5 km² de los cuales sólo la mitad estaban edificados, pues el resto seguía ocupado por jardines y vergeles.
Fath Alí Sah Qayar (1797-1834) fue el primer constructor de Teherán. Embelleció el Arg (barrio real) e hizo construir el Palacio de Golestán y el Tajt-e Marmar (palacio de mármol) en su seno. Construyó igualmente numerosos edificios importantes como la Mezquita del Sah (Masyed-e Shah) en el interior del bazar y el Palacio de Negarestán y de Lalezar. La ciudad iba atrayendo cada vez más habitantes y la población se duplicó en 20 años. Sin embargo, en 1834, al final de su reinado, muchas construcciones seguían sin acabar.

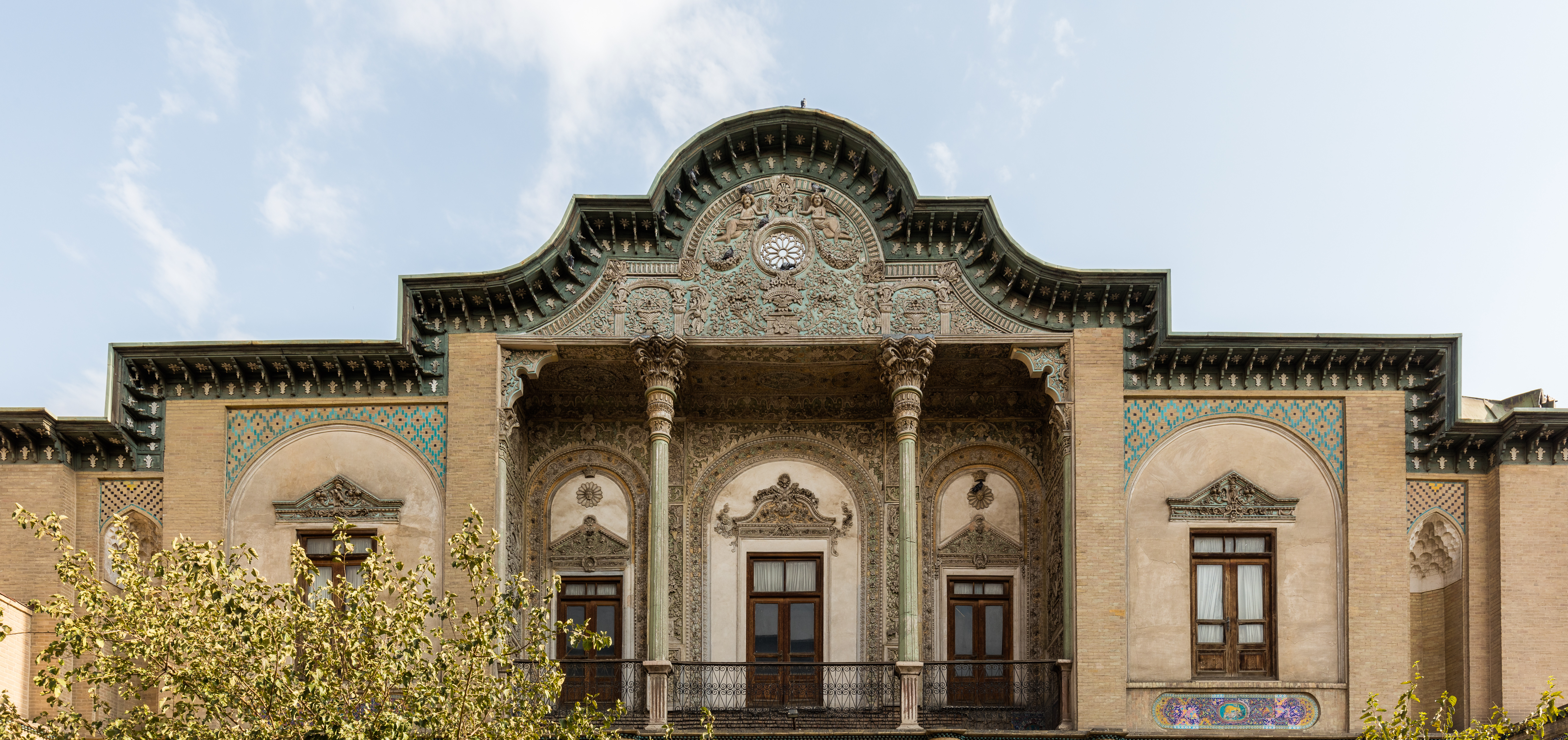
Mansión Masoudieh (1878).

Bajo Mohammad Shah Qayar tuvieron lugar las primeras construcciones fuera de las murallas. Residencias principescas y reales fueron construidas en el norte de Teherán. Además, mezquitas e imamzadeh fueron construidas en intramuros. Los testimonios de los viajeros extranjeros de la época describían todavía una ciudad sin grandes atractivos.

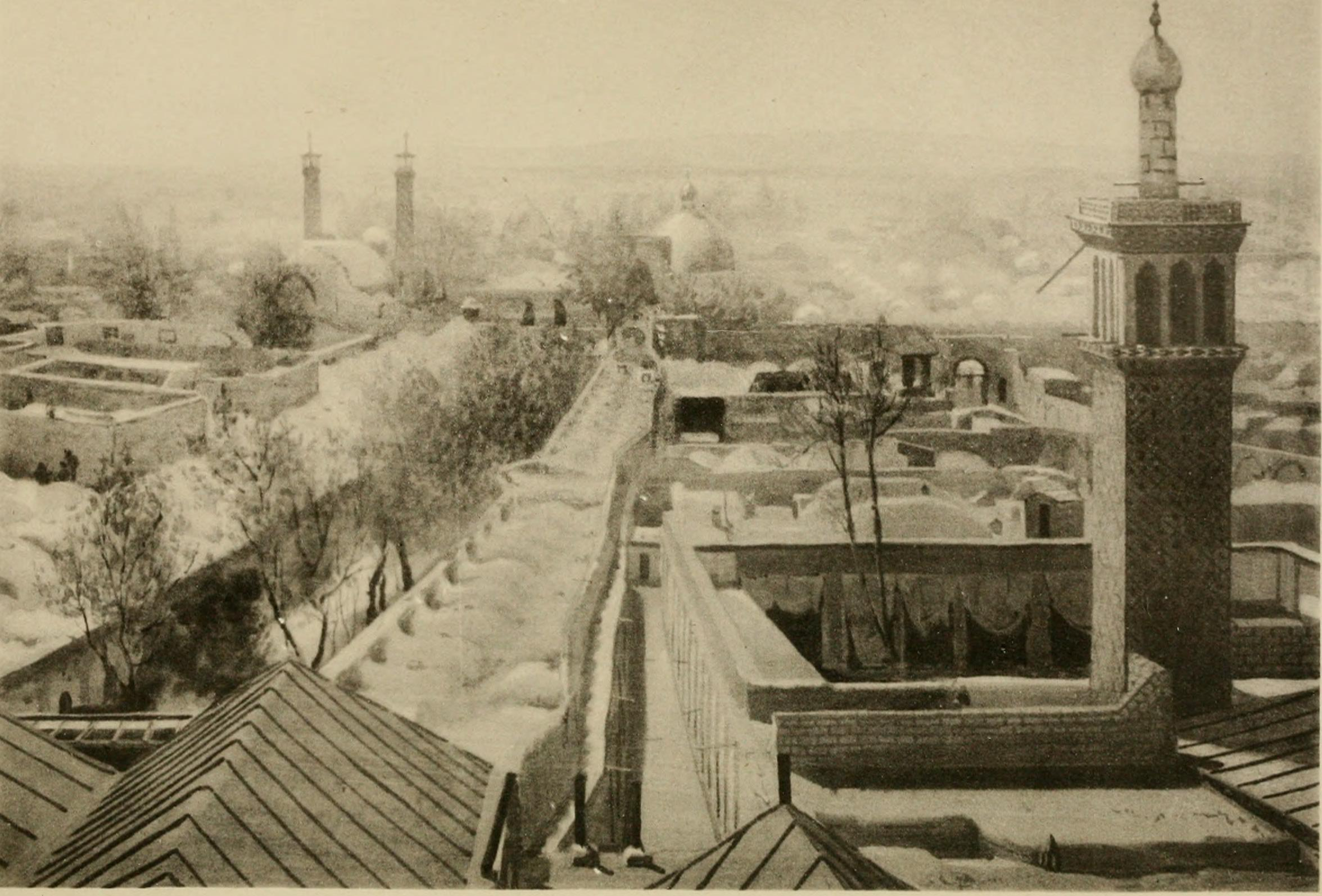
Teherán, ca. 1891.

Nasereddín Shah fue quien hizo pasar Teherán del estatus de ciudad provincial al de capital. En 1868, la ciudad acogía 155 736 personas, concentradas en los barrios antiguos. En 1870-1871, destruyó las antiguas murallas para construir nuevas. La nueva muralla, de 6 metros de altura, tomó entonces una forma octogonal irregular de 19,2 km de circunferencia y comprendía 12 puertas monumentales adornadas con cerámicas. Nasseredin Sah hizo renovar nuevos edificios y los qanat para abastecer en agua la capital. Llevó a cabo obras cada vez más importantes de tipo hausmanianas abriendo en el centro avenidas rectilíneas. Se construyó entonces la gran plaza de Tupjané (hoy del Imam Jomeini), que recibía su nombre de los cañones allí instalados.
Teherán, en época de los Qayar, se concentraba alrededor del bazar, que constituía el corazón de la ciudad. A algunos pasos se encontraba la ciudadela real (Arg-e saltanatí) con la residencia del Sah y de la corte. Al bazar y la ciudadela se añadían tres barrios separados: Udlayán, extenso barrio acomodado con gran población de judíos y zoroastrianos al este del Arg; Chal Meydán («Plaza del Hoyo»), zona degradada por el vertido de deshechos al suroeste del bazar y Sangalach, barrio populoso al oeste del bazar. Si según el primer censo efectuado en 1885 Teherán contaba con 147 206 habitantes, al comienzo del siglo XX, Teherán comprendía ya 250 000, la mayoría residentes fuera de las murallas.

### SigloXX
Durante la Segunda Guerra Mundial, británicos y soviéticos ocuparon la ciudad, teniendo lugar en ella la Conferencia de Teherán en 1943, con Franklin D. Roosevelt, Winston Churchill, y Stalin.
Tras la caída de la dinastía Pahlavi en 1979, la ciudad pasó por una complicada situación que acabó con el secuestro de más de 50 ciudadanos estadounidenses que fueron retenidos en la embajada de este país desde finales de 1979 hasta enero de 1981.
Durante la Guerra Irano-Iraquí, que duró entre 1980 y 1988, la ciudad fue atacada en diversas ocasiones por misiles Scud iraquíes. No obstante, luego de la guerra, los desastres causados por los misiles fueron reparados rápidamente. Otra consecuencia de la guerra fue la llegada masiva de refugiados a la capital, lo que incrementó su población.
En la actualidad se ha multiplicado la construcción de complejos de apartamentos baratos, lujosos condominios de apartamentos y modernos rascacielos. Estos nuevos edificios han sido construidos desordenadamente, y sectores históricos y antiguos de la ciudad han sido demolidos para abrir paso a la urbanización moderna.

## Geografía

### Perfil
Hacia 1788, la ciudad contaba con apenas 15 000 habitantes. Desde entonces la población de la ciudad ha crecido aceleradamente. Para el año 1900 había 200 000 habitantes, para 1950 ya había alrededor de 1 millón de habitantes, y para el año 2000 eran ya 7 millones. Este crecimiento acelerado de la población se debe principalmente al desarrollo administrativo de la ciudad, la industria y la inmigración proveniente de otros lugares del país.
Teherán es el centro administrativo e industrial de Irán. Desde los años ochenta, casi la mitad de la producción manufacturada iraní se encuentra en Teherán.
Actualmente la ciudad también presenta problemas de contaminación. El suministro de agua no se hace adecuadamente y muchos desechos terminan en las fuentes de agua, lo cual ha incidido notoriamente en la contaminación de la ciudad.

### Situación
Teherán está situada en una llanura que desciende en inclinación hacia el sur a los pies de los montes Alborz. La ciudad tiene una altitud de 1100 m al sur, 1200 m en su centro y 1700 m al norte. La ciudad y su periferia cubren una superficie de 86 500 ha.
La fundación de la ciudad estuvo inicialmente circunscrita al límite entre dos zonas características de las llanuras: la zona alta, compuesta de pedregullos bastos y permeables, y la zona baja compuesta de depósitos aluviales más finos y más impermeables. La zona sobre la cual se encuentra Teherán representa la transición entre el desierto estéril (kavir) y la cadena montañosa del Alborz.
La ciudad no dispone de importantes recursos acuíferos. Está situada a igual distancia de dos importantes cuencas hidrográficas que recolectan las aguas que vienen de las montañas situadas río arriba. Son las cuencas de Karach, al oeste, y del Yachrud, a una treintena de kilómetros al este, que alimenta Varamín y los pueblos alrededor. Entre las zonas urbanas de Karach y Varamín, sólo había en el pasado una ciudad importante, Rey, que se encontraba en la intersección de las rutas entre ambas cuencas.
Los barrios del norte de la ciudad, situados en altura sobre las laderas del Alborz, están menos contaminados y más suaves en verano. Son los barrios residenciales de la población de clase media-alta de la capital. La mayoría de las embajadas extranjeras se encuentran allí, así como los palacios y el parque del antiguo shah. Hacia el sur, en dirección al desierto, están los barrios más populares e industriales. En el extremo sur de la actual aglomeración se encuentra el enclave de Rey. Rey fue durante mucho tiempo la capital regional[cita requerida] y es el lugar de nacimiento de los califas abasíes al-Hadi y Harún al-Rashid (hacia el año 766).
La ciudad se encuentra al pie de las montañas, por lo que un teleférico enlaza la aglomeración norte al monte Tochal, a 3966 m. Más al este y a 50 km del centro de Teherán se encuentra el monte Damavand, cuya cresta tiene todavía algunos restos de nieve en verano y que culmina a 5671 m.

### Riesgos naturales
Hay una gran falla situada bajo la cadena del Alborz, al pie de la cual se sitúa Teherán.
Hay varias fallas más pequeñas situadas en las llanuras del sur de la ciudad. Teherán está expuesta pues a terremotos, que se desarrollan según ciclos de cerca de 150 años. No ha tenido lugar ningún gran sísmo en Teherán desde hace más de 175 años, y los especialistas consideran que un terremoto importante podría tener lugar en un futuro próximo. Según un estudio realizado en 1999-2000, tal sísmo podría causar entre 120,000 y 380,000 muertos.

### Geografía administrativa
La metrópolis de Teherán, cuya superficie ha aumentado mucho a lo largo de la segunda mitad del siglo XX, se extiende ahora sobre varios departamentos de la provincia de Teherán: el departamento de Teherán contiene la mayor parte de la ciudad, que se extiende también en los departamentos de Eslamshahr, de Rey y de Shemiranat. El término metrópolis o aglomeración que se utiliza aquí no tiene valor administrativo. Es utilizado en un sentido geográfico para referirse a la ciudad de Teherán y a su región urbana, que corresponde a la municipalidad de Teherán y a la provincia de Teherán.
El departamento (o shahrestān) de Teherán limita con el departamento de Shemiranat al norte, de Damavand al este, de Eslamshahr, Pakdasht y Ray al sur, y de Karaj y Shahriar al oeste.
El municipio de Teherán (shahrdāri) está dividida en 22 distritos (mantaghe) municipales, que disponen cada uno de su propio centro administrativo. Están numerados para ser identificados. Por otro lado, Teherán se divide en 112 barrios (nāhiye) entre los que destacan:
Abbasabad, Afsariye, Amir Abad, Bagh Feiz, Baharestán, Daraké, Darband, Dardasht, Darabad, Darrús, Dibayí, Elahiyé, Evín, Farmanié, Gheytarié, Gholhak, Gisha, Gomrok, Hasanabad, Jordan, Lavizán, Naziabad, Niavarán, Park-e Shahr, Pasdarán, Punak, Rey, Sadeghiyé, Shahrará, Shahr-e zibá, Shahrak-e Gharb, Shemirán, Tachrish, Tehranpars, Vanak, Velenyak, Yaftabad, Yamarán, Yannatabad, Yavadiyé, Yomhurí, Zafaraniyé, etc. Estos barrios pertenecen a regiones administrativas que dependen de ciertos distritos.
Aunque separados administrativamente, Rey, Shemirán y Karach suelen ser considerados a menudo como parte de la metrópolis de Teherán.

### Clima
La situación de Teherán, entre montañas y una cuenca desértica, tiene una gran influencia sobre el clima de la ciudad. El clima de las montañas es más bien fresco y semihúmedo, mientras que las zonas meridionales de la ciudad, casi en contacto directo con el desierto del Dasht-e Kavir son cálidas y secas. Los meses más cálidos son los de verano (mediados de julio hasta mediados de septiembre), dándose fácilmente temperaturas entre 38 y 40 °C, aunque no mucho mayores; ya que la máxima temperatura registrada en la ciudad de Teherán es de 43 °C. Los meses más fríos son diciembre y enero, con una temperatura media cercana a -9 °C.
Las precipitaciones son de unos 200 mm. anuales, concentradas durante el invierno, primavera y otoño. El verano es muy seco. A veces nieva en abundancia durante los meses de invierno.
El clima de Teherán está influido principalmente por tres factores geográficos:
- El Dasht-e Kavir, situado al sur de la ciudad, introduce vientos de aire caliente y polvo en la ciudad.
- La cadena montañosa de Alborz, situada al norte de la ciudad, detiene las lluvias provenientes del mar Caspio.
- Las nubes de monzón del oeste y la presencia de la cadena montañosa reducen en parte los efectos del clima desértico.

La diferencia de temperatura que existe entre las montañas y las llanuras hace circular el aire de las montañas hacia los llanos durante la noche, y de los llanos hacia las montañas durante el día.
| Parámetros climáticos promedio de Aeropuerto Mehrabad de Teherán a 1191 m s. n. m. | Parámetros climáticos promedio de Aeropuerto Mehrabad de Teherán a 1191 m s. n. m. | Parámetros climáticos promedio de Aeropuerto Mehrabad de Teherán a 1191 m s. n. m. | Parámetros climáticos promedio de Aeropuerto Mehrabad de Teherán a 1191 m s. n. m. | Parámetros climáticos promedio de Aeropuerto Mehrabad de Teherán a 1191 m s. n. m. | Parámetros climáticos promedio de Aeropuerto Mehrabad de Teherán a 1191 m s. n. m. | Parámetros climáticos promedio de Aeropuerto Mehrabad de Teherán a 1191 m s. n. m. | Parámetros climáticos promedio de Aeropuerto Mehrabad de Teherán a 1191 m s. n. m. | Parámetros climáticos promedio de Aeropuerto Mehrabad de Teherán a 1191 m s. n. m. | Parámetros climáticos promedio de Aeropuerto Mehrabad de Teherán a 1191 m s. n. m. | Parámetros climáticos promedio de Aeropuerto Mehrabad de Teherán a 1191 m s. n. m. | Parámetros climáticos promedio de Aeropuerto Mehrabad de Teherán a 1191 m s. n. m. | Parámetros climáticos promedio de Aeropuerto Mehrabad de Teherán a 1191 m s. n. m. | Parámetros climáticos promedio de Aeropuerto Mehrabad de Teherán a 1191 m s. n. m. |
| Mes                                                                                | Ene.                                                                               | Feb.                                                                               | Mar.                                                                               | Abr.                                                                               | May.                                                                               | Jun.                                                                               | Jul.                                                                               | Ago.                                                                               | Sep.                                                                               | Oct.                                                                               | Nov.                                                                               | Dic.                                                                               | Anual                                                                              |
| ---------------------------------------------------------------------------------- | ---------------------------------------------------------------------------------- | ---------------------------------------------------------------------------------- | ---------------------------------------------------------------------------------- | ---------------------------------------------------------------------------------- | ---------------------------------------------------------------------------------- | ---------------------------------------------------------------------------------- | ---------------------------------------------------------------------------------- | ---------------------------------------------------------------------------------- | ---------------------------------------------------------------------------------- | ---------------------------------------------------------------------------------- | ---------------------------------------------------------------------------------- | ---------------------------------------------------------------------------------- | ---------------------------------------------------------------------------------- |
| Temp. máx. abs. (°C)                                                               | 19.6                                                                               | 23.0                                                                               | 28.0                                                                               | 32.4                                                                               | 37.0                                                                               | 41.0                                                                               | 43.0                                                                               | 42.0                                                                               | 38.0                                                                               | 33.4                                                                               | 27.0                                                                               | 23.0                                                                               | 43                                                                                 |
| Temp. máx. media (°C)                                                              | 8.3                                                                                | 11.1                                                                               | 17.2                                                                               | 22.8                                                                               | 28.5                                                                               | 34.5                                                                               | 36.8                                                                               | 35.9                                                                               | 31.6                                                                               | 25.4                                                                               | 15.8                                                                               | 10.4                                                                               | 23.2                                                                               |
| Temp. media (°C)                                                                   | 4.3                                                                                | 6.4                                                                                | 11.2                                                                               | 17.6                                                                               | 22.7                                                                               | 28.2                                                                               | 30.9                                                                               | 30.2                                                                               | 26.1                                                                               | 19.5                                                                               | 12.3                                                                               | 6.4                                                                                | 18                                                                                 |
| Temp. mín. media (°C)                                                              | 1.2                                                                                | 3.3                                                                                | 8.0                                                                                | 13.4                                                                               | 18.4                                                                               | 23.1                                                                               | 25.7                                                                               | 24.9                                                                               | 21.3                                                                               | 15.9                                                                               | 8.0                                                                                | 3.3                                                                                | 13.9                                                                               |
| Temp. mín. abs. (°C)                                                               | -15.0                                                                              | -13.0                                                                              | -8.0                                                                               | -4.0                                                                               | 2.4                                                                                | 5.0                                                                                | 14.0                                                                               | 13.0                                                                               | 9.0                                                                                | 2.8                                                                                | -7.0                                                                               | -13.0                                                                              | −15                                                                                |
| Precipitación total (mm)                                                           | 34.6                                                                               | 32.2                                                                               | 40.8                                                                               | 30.7                                                                               | 15.4                                                                               | 3.0                                                                                | 2.3                                                                                | 1.8                                                                                | 1.1                                                                                | 10.9                                                                               | 26.0                                                                               | 34.0                                                                               | 232.8                                                                              |
| Días de lluvias (≥ 1 mm)                                                           | 9.1                                                                                | 8.4                                                                                | 10.9                                                                               | 10.7                                                                               | 8.8                                                                                | 3.0                                                                                | 2.1                                                                                | 1.3                                                                                | 1.0                                                                                | 5.2                                                                                | 7.1                                                                                | 8.8                                                                                | 76.4                                                                               |
| Días de nevadas (≥ 1 mm)                                                           | 5.1                                                                                | 2.9                                                                                | 1.1                                                                                | 0.1                                                                                | 0                                                                                  | 0                                                                                  | 0                                                                                  | 0                                                                                  | 0                                                                                  | 0                                                                                  | 0.4                                                                                | 2.7                                                                                | 12.3                                                                               |
| Horas de sol                                                                       | 177                                                                                | 185                                                                                | 220                                                                                | 219                                                                                | 285                                                                                | 330                                                                                | 338                                                                                | 341                                                                                | 303                                                                                | 248                                                                                | 198                                                                                | 152                                                                                | 2996                                                                               |
| Humedad relativa (%)                                                               | 64                                                                                 | 56                                                                                 | 48                                                                                 | 41                                                                                 | 33                                                                                 | 25                                                                                 | 26                                                                                 | 26                                                                                 | 27                                                                                 | 36                                                                                 | 49                                                                                 | 62                                                                                 | 41.1                                                                               |
| Fuente:                                                                            |                                                                                    |                                                                                    |                                                                                    |                                                                                    |                                                                                    |                                                                                    |                                                                                    |                                                                                    |                                                                                    |                                                                                    |                                                                                    |                                                                                    |                                                                                    |

| Parámetros climáticos promedio de Teherán a 1548 m s. n. m. 1988-2005 | Parámetros climáticos promedio de Teherán a 1548 m s. n. m. 1988-2005 | Parámetros climáticos promedio de Teherán a 1548 m s. n. m. 1988-2005 | Parámetros climáticos promedio de Teherán a 1548 m s. n. m. 1988-2005 | Parámetros climáticos promedio de Teherán a 1548 m s. n. m. 1988-2005 | Parámetros climáticos promedio de Teherán a 1548 m s. n. m. 1988-2005 | Parámetros climáticos promedio de Teherán a 1548 m s. n. m. 1988-2005 | Parámetros climáticos promedio de Teherán a 1548 m s. n. m. 1988-2005 | Parámetros climáticos promedio de Teherán a 1548 m s. n. m. 1988-2005 | Parámetros climáticos promedio de Teherán a 1548 m s. n. m. 1988-2005 | Parámetros climáticos promedio de Teherán a 1548 m s. n. m. 1988-2005 | Parámetros climáticos promedio de Teherán a 1548 m s. n. m. 1988-2005 | Parámetros climáticos promedio de Teherán a 1548 m s. n. m. 1988-2005 | Parámetros climáticos promedio de Teherán a 1548 m s. n. m. 1988-2005 |
| Mes                                                                   | Ene.                                                                  | Feb.                                                                  | Mar.                                                                  | Abr.                                                                  | May.                                                                  | Jun.                                                                  | Jul.                                                                  | Ago.                                                                  | Sep.                                                                  | Oct.                                                                  | Nov.                                                                  | Dic.                                                                  | Anual                                                                 |
| --------------------------------------------------------------------- | --------------------------------------------------------------------- | --------------------------------------------------------------------- | --------------------------------------------------------------------- | --------------------------------------------------------------------- | --------------------------------------------------------------------- | --------------------------------------------------------------------- | --------------------------------------------------------------------- | --------------------------------------------------------------------- | --------------------------------------------------------------------- | --------------------------------------------------------------------- | --------------------------------------------------------------------- | --------------------------------------------------------------------- | --------------------------------------------------------------------- |
| Temp. máx. abs. (°C)                                                  | 16.4                                                                  | 19.0                                                                  | 23.8                                                                  | 33.6                                                                  | 33.6                                                                  | 37.8                                                                  | 39.8                                                                  | 39.4                                                                  | 35.6                                                                  | 31.2                                                                  | 23.0                                                                  | 19.0                                                                  | 39.8                                                                  |
| Temp. máx. media (°C)                                                 | 6.1                                                                   | 8.1                                                                   | 12.9                                                                  | 19.8                                                                  | 25.0                                                                  | 31.2                                                                  | 33.9                                                                  | 33.5                                                                  | 29.3                                                                  | 22.4                                                                  | 14.3                                                                  | 8.6                                                                   | 20.4                                                                  |
| Temp. mín. media (°C)                                                 | -1.5                                                                  | -0.2                                                                  | 4.0                                                                   | 9.8                                                                   | 14                                                                    | 19.6                                                                  | 22.6                                                                  | 21.9                                                                  | 17.5                                                                  | 11.6                                                                  | 5.4                                                                   | 1.0                                                                   | 10.5                                                                  |
| Temp. mín. abs. (°C)                                                  | -11.4                                                                 | -11.0                                                                 | -8.0                                                                  | -1.6                                                                  | 3.0                                                                   | 12.0                                                                  | 15.4                                                                  | 13.5                                                                  | 8.8                                                                   | 2.6                                                                   | -5.2                                                                  | -9.6                                                                  | −11.4                                                                 |
| Precipitación total (mm)                                              | 63.1                                                                  | 66.5                                                                  | 83.3                                                                  | 50.1                                                                  | 27.1                                                                  | 4.0                                                                   | 4.2                                                                   | 3.2                                                                   | 3.4                                                                   | 16.5                                                                  | 41.3                                                                  | 66.3                                                                  | 429                                                                   |
| Días de lluvias (≥ 1 mm)                                              | 12.3                                                                  | 10.9                                                                  | 12.3                                                                  | 10.0                                                                  | 8.9                                                                   | 3.3                                                                   | 3.4                                                                   | 1.6                                                                   | 1.3                                                                   | 5.8                                                                   | 8.6                                                                   | 10.7                                                                  | 89.1                                                                  |
| Días de nevadas (≥ 1 mm)                                              | 8.9                                                                   | 6.6                                                                   | 2.5                                                                   | 0.1                                                                   | 0.1                                                                   | 0                                                                     | 0                                                                     | 0                                                                     | 0                                                                     | 0                                                                     | 0.6                                                                   | 4.9                                                                   | 23.7                                                                  |
| Horas de sol                                                          | 137.2                                                                 | 151.1                                                                 | 186.0                                                                 | 219.1                                                                 | 279.8                                                                 | 328.7                                                                 | 336.6                                                                 | 336.8                                                                 | 300.5                                                                 | 246.8                                                                 | 169.4                                                                 | 134.1                                                                 | 2826.1                                                                |
| Humedad relativa (%)                                                  | 67                                                                    | 59                                                                    | 53                                                                    | 44                                                                    | 39                                                                    | 30                                                                    | 31                                                                    | 31                                                                    | 33                                                                    | 44                                                                    | 57                                                                    | 66                                                                    | 46.2                                                                  |
| Fuente:                                                               |                                                                       |                                                                       |                                                                       |                                                                       |                                                                       |                                                                       |                                                                       |                                                                       |                                                                       |                                                                       |                                                                       |                                                                       |                                                                       |

## Demografía
| Año  | Habitantes | Fuente              |
| ---- | ---------- | ------------------- |
| 1554 | 1000       | Estimaciones        |
| 1626 | 3000       | Estimaciones        |
| 1797 | 15 000     | Estimaciones        |
| 1807 | 50 000     | Estimaciones        |
| 1812 | 60 000     | Estimaciones        |
| 1834 | 80 000     | Estimaciones        |
| 1867 | 147 256    | Estimaciones        |
| 1870 | 152 146    | Estimaciones        |
| 1880 | 168 446    | Estimaciones        |
| 1890 | 184 746    | Estimaciones        |
| 1900 | 201 046    | Estimaciones        |
| 1910 | 217 346    | Estimaciones        |
| 1920 | 233 646    | Estimaciones        |
| 1930 | 250 000    | Estimaciones        |
| 1940 | 540 087    | Estimaciones        |
| 1946 | 922 899    | Estimaciones        |
| 1951 | 1 241 914  | Estimaciones        |
| 1956 | 1 560 934  | Censo iraní de 1956 |
| 1966 | 2 719 730  | Censo iraní de 1966 |
| 1976 | 4 530 223  | Censo iraní de 1976 |
| 1986 | 6 058 207  | Censo iraní de 1986 |
| 1991 | 6 475 527  | Censo iraní de 1991 |
| 1996 | 6 758 845  | Censo iraní de 1996 |
| 2006 | 7 797 520  | Censo iraní de 2006 |
| 2011 | 8 154 051  | Censo iraní de 2011 |
| 2016 | 8 693 706  | Censo iraní de 2016 |

La ciudad de Teherán tiene una población de alrededor de 8 693 706 millones de habitantes según el último censo oficial de 2016.
La ciudad tiene un aire cosmopolita, las casas de Teherán cobijan diversos grupos étnicos y lingüísticos provenientes de todo el país y representa la composición étnico-lingüística de Irán (aunque variando la relación de porcentaje). Más del 60% de la población de Teherán nació fuera de la ciudad.
Las minorías de la ciudad incluyen a los kurdos, mazandaraníes, gilaks, luros, baluchos, qashqai, turcos, árabes (la mayoría de ellos vienen del Khuzestán), armenios, bakhtiari, asirios, talysh, judíos, etc. Existen también un número de otras minorías establecidas, que hablan punyabí, domari y romaní. Un número de hablantes de árabe levantino provenientes del Líbano y de Siria también vive en Teherán.
La mayoría de los habitantes de Teherán son chiíes y existe una minoría suní, zoroastrista, bahaísta, judía y cristiana; incluyendo adherentes de la Iglesia asiria de Oriente, la Iglesia apostólica armenia, la Iglesia católica caldea, la Iglesia evangélica armenia, la Iglesia Yama'at-e Rabbaní, la Iglesia de la Hermandad Armenia, Iglesia ortodoxa rusa, e Iglesias presbiterianas y protestantes, además de la Iglesia católica de Roma.
Existen también pequeños grupos de sijs, hinduistas, budistas, mandeanos, espiritualistas, ateos (unos 0,3% en Irán y todavía más en la capital del país), azalis, yazidis, yarsan, septimanos, musulmanes seculares y seguidores del sufismo.

## Economía

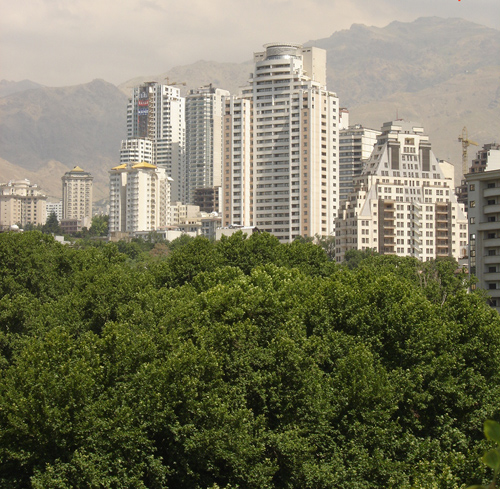
Vista del Elahiyeh en Teherán.

Alrededor del 30% de la fuerza del sector público de Irán y el 45% de las mayores firmas industriales están instaladas en Teherán y al menos la mitad de esos trabajadores trabajan para el Gobierno Iraní. La mayoría de los trabajadores restantes son empleados en fábricas, propietarios de tiendas y transportistas.
Muchas empresas extranjeras operan en Teherán a causa del gobierno islámico, aunque tiene casi nulas relaciones con Occidente. Pero antes de la Revolución Islámica muchas compañías norteamericanas estaban presentes en esta región. En la actualidad la mayoría de industrias modernas de la ciudad se dedican a la fabricación de automóviles, electrónica y equipamientos eléctricos, armamento, textiles, azúcar, cemento y productos químicos. Es también una zona importante en la venta de alfombras y muebles. Hay una refinería de crudo cerca de Ray, al sur de la ciudad.
La Bolsa de Teherán, que es uno de los miembros de la Federación Internacional de Bolsas de Valores (FIBV), ha sido una de las mejores en cuanto a resultados en los últimos años.

## Transportes

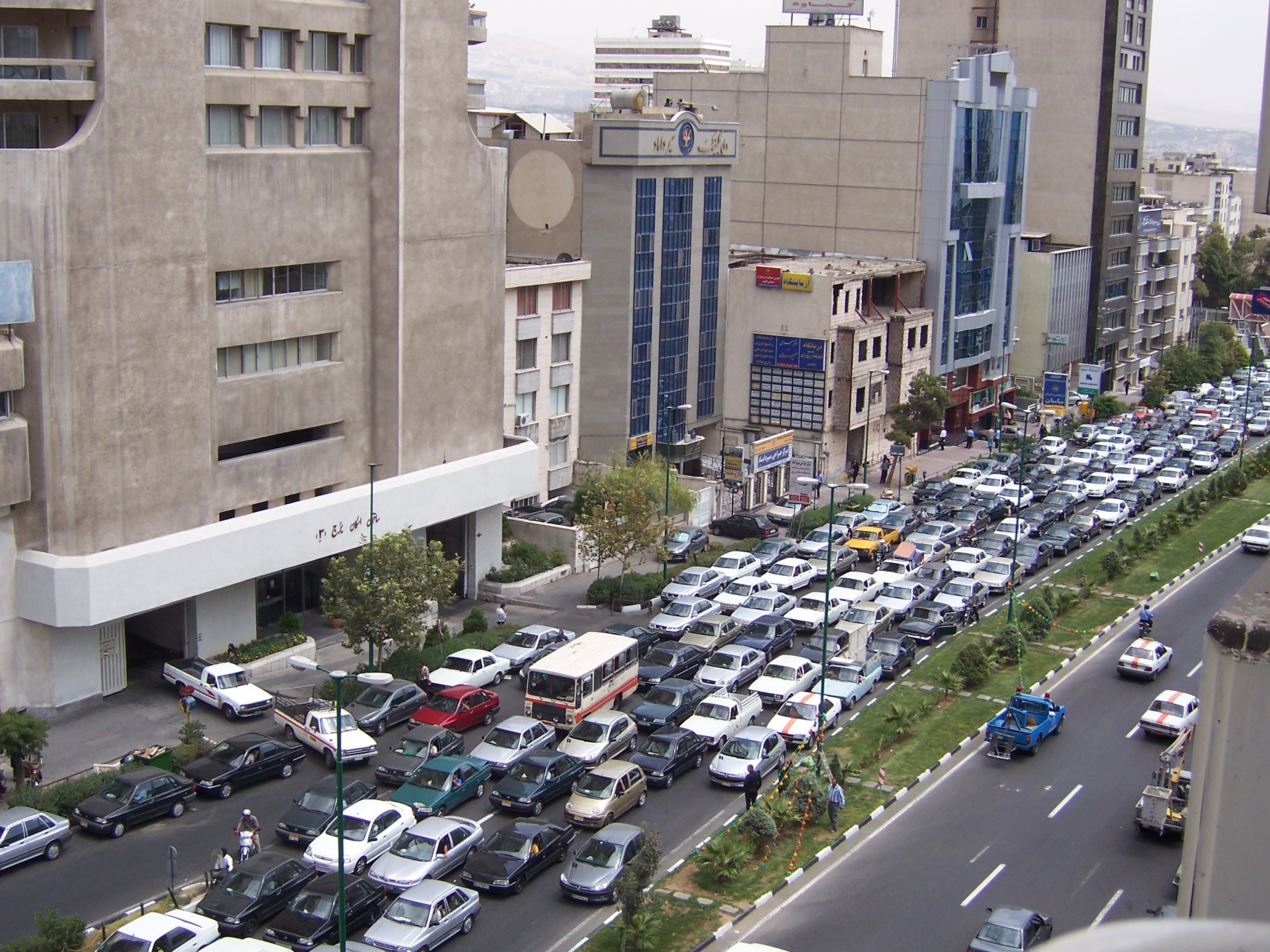
Tráfico de Teherán.

Teherán tiene tres aeropuertos, el Aeropuerto Internacional de Mehrabad, el Aeropuerto Internacional Imán Khomeini, y el Aeropuerto Ghal'eh Morghi.
La capital iraní depende mucho de los coches particulares, autobuses, motocicletas y taxis, siendo una de las ciudades que más necesitan de los automóviles en el mundo. En 2001, se inauguró un metro que se llevaba planificando desde los años 70 y que cuenta con cinco líneas. La ciudad cuenta con la Estación de ferrocarril de Teherán, cuya apertura data de 1930.

### Aeropuertos
En Teherán operan 3 principales aeropuertos, los cuales son el Aeropuerto Internacional de Mehrabad, el Aeropuerto Internacional Imán Khomeini y el Aeropuerto Ghal'eh Morghi. 
El aeropuerto de Mehrabad es un antiguo aeropuerto ubicado al oeste de Teherán que además tiene un doble uso y funciona también como una base militar. Este aeropuerto es usado principalmente para vuelos nacionales y vuelos chárteres locales.
El Aeropuerto Internacional Imán  Khomeini está ubicado a 50 kilómetros al sur de la ciudad y sirve como principal aeropuerto de los viajes internacionales. 

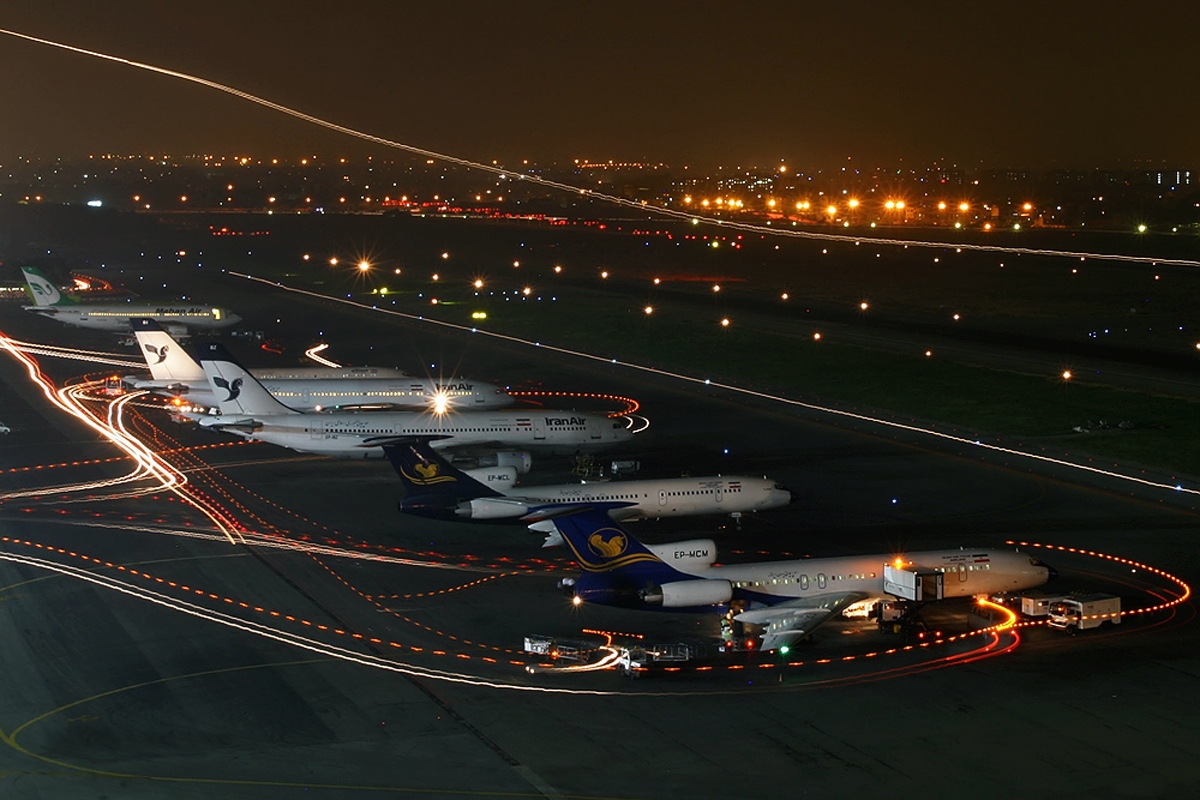
Aerolíneas estacionadas en el Aeropuerto Mehrabad
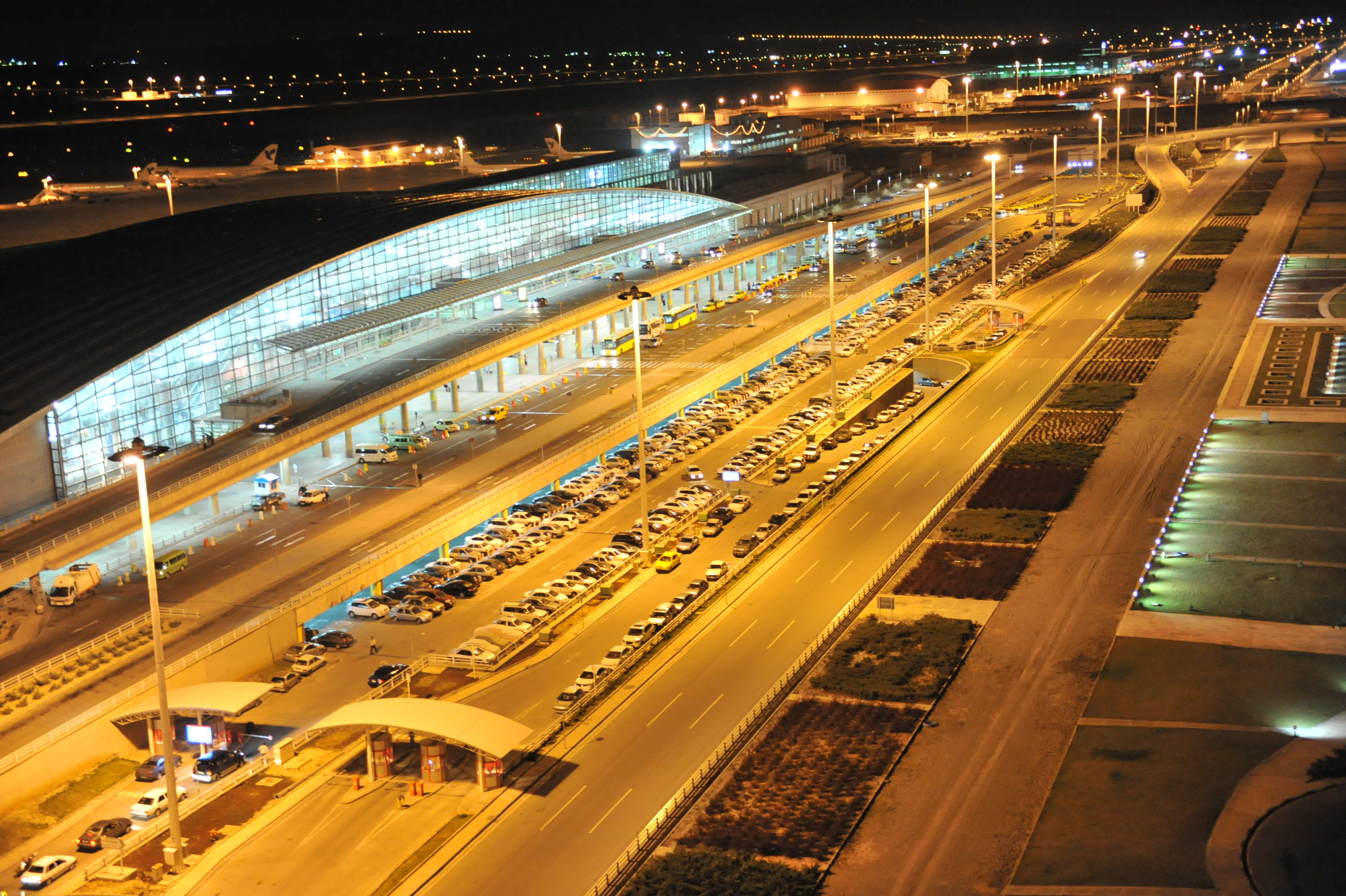
Entrada al Aeropuerto Khomeini
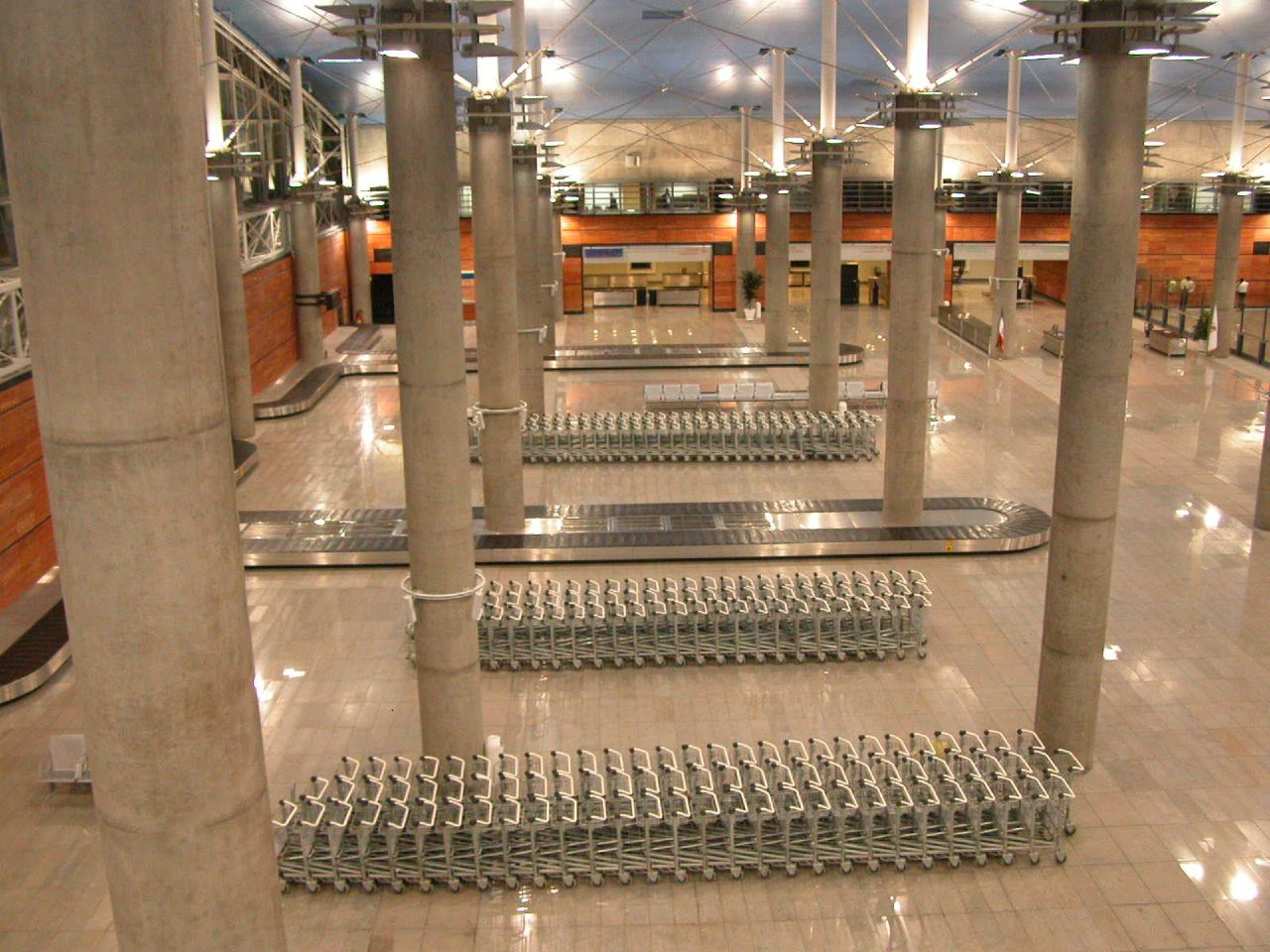
Instalaciones dentro del Aeropuerto Khomeini
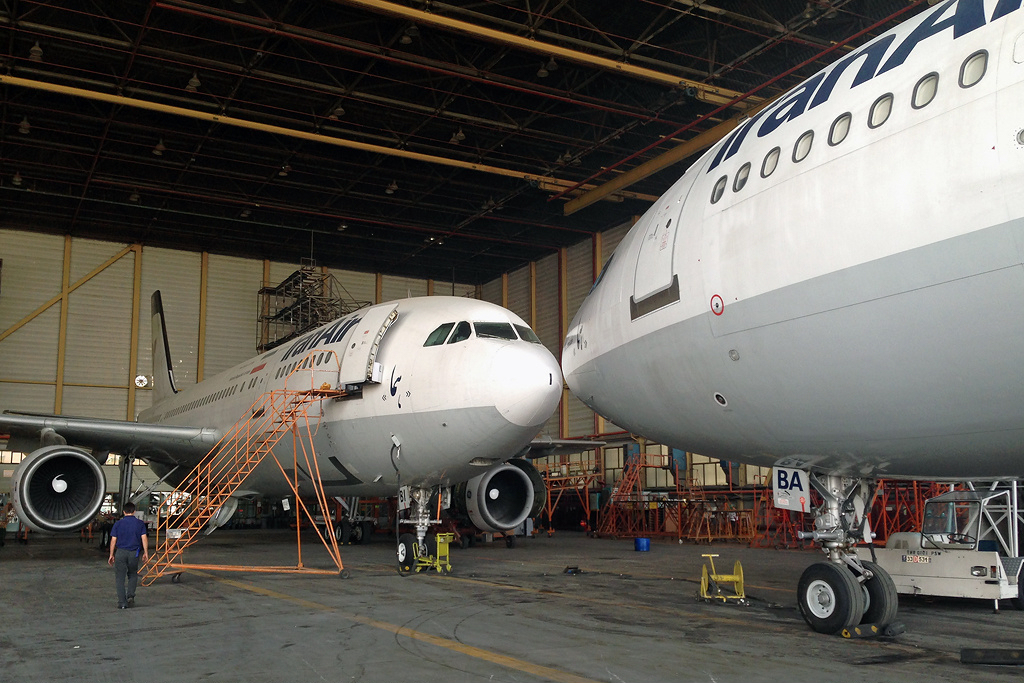
Aviones en mantenimiento en el Aeropuerto Mehrabad.
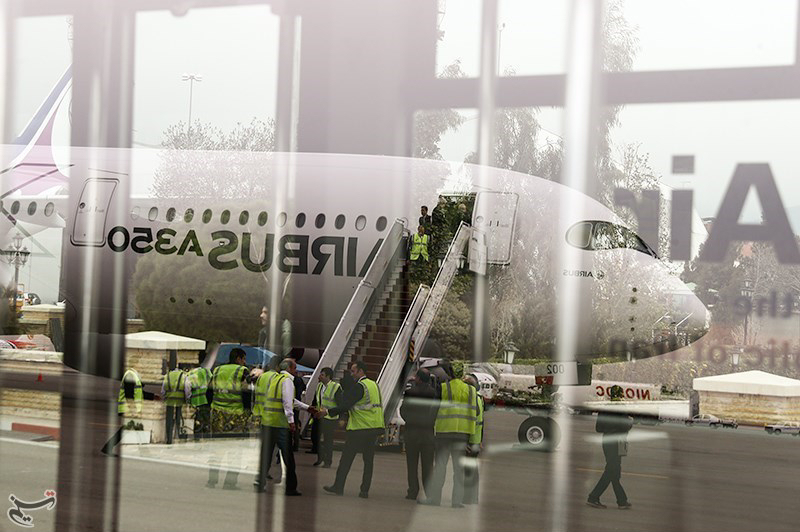
Vista de un avión Airbus 350 en el Aeropuerto Mehrabad

## Educación e investigación
Teherán es el centro educacional más grande y más importante de Irán. Hoy en día hay cerca de cincuenta grandes universidades en total en el Gran Teherán. Desde el establecimiento de Darolfonún a mediados del siglo XIX, Teherán ha amasado un gran número de instituciones de educación superior. Alguna de estas instituciones han jugado papeles fundamentales en el desarrollo de eventos políticos iraníes. La Universidad de Teherán es la universidad estatal más antigua y es la más grande de Irán. Samuel Jordan, bajo cuyo nombre se nombró la avenida Jordan en Teherán, fue también uno de los pioneros fundadores del Colegio Norteamericano de Teherán (American College of Tehran). Teherán es también sede de la academia militar más grande del país, así como de varios colegios religiosos y seminarios. La ciudad aloja la Biblioteca Nacional de Irán.

## Cultura

### Arquitectura
Los monumentos arquitectónicos más antiguos de Teherán son de las épocas de la  Dinastía Qajar y de la  Dinastía Pahlavi. Aunque, considerando el área del Gran Teherán, los monumentos que datan de la era Dinastía Selyúcida también permanecen; notablemente la Torre Toqrol en Rayy. También hay restos del Castillo de Rashkan, que se remonta al antiguo Imperio Parto, de los cuales algunos artefactos se encuentran en el Museo Nacional de Irán; y el Templo de  Fuego de Bahram, que permanece desde el Imperio Sasánida.
Durante mucho tiempo, Teherán solo tenía una población pequeña hasta finales del siglo XVIII, pero comenzó a desempeñar un papel más importante en la sociedad iraní después de ser elegida como la capital del país. A pesar de los constantes terremotos durante el período de la Dinastía Qajar, algunos edificios históricos y emblemáticos han logrado permanecer en pie desde esa época.
La ciudad de Teherán posee la infraestructura más modernizada de todo Irán. Sin embargo, la gentrificación de barrios antiguos y la demolición de varios edificios de importancia cultural, han causado mucha preocupación en los últimos años.

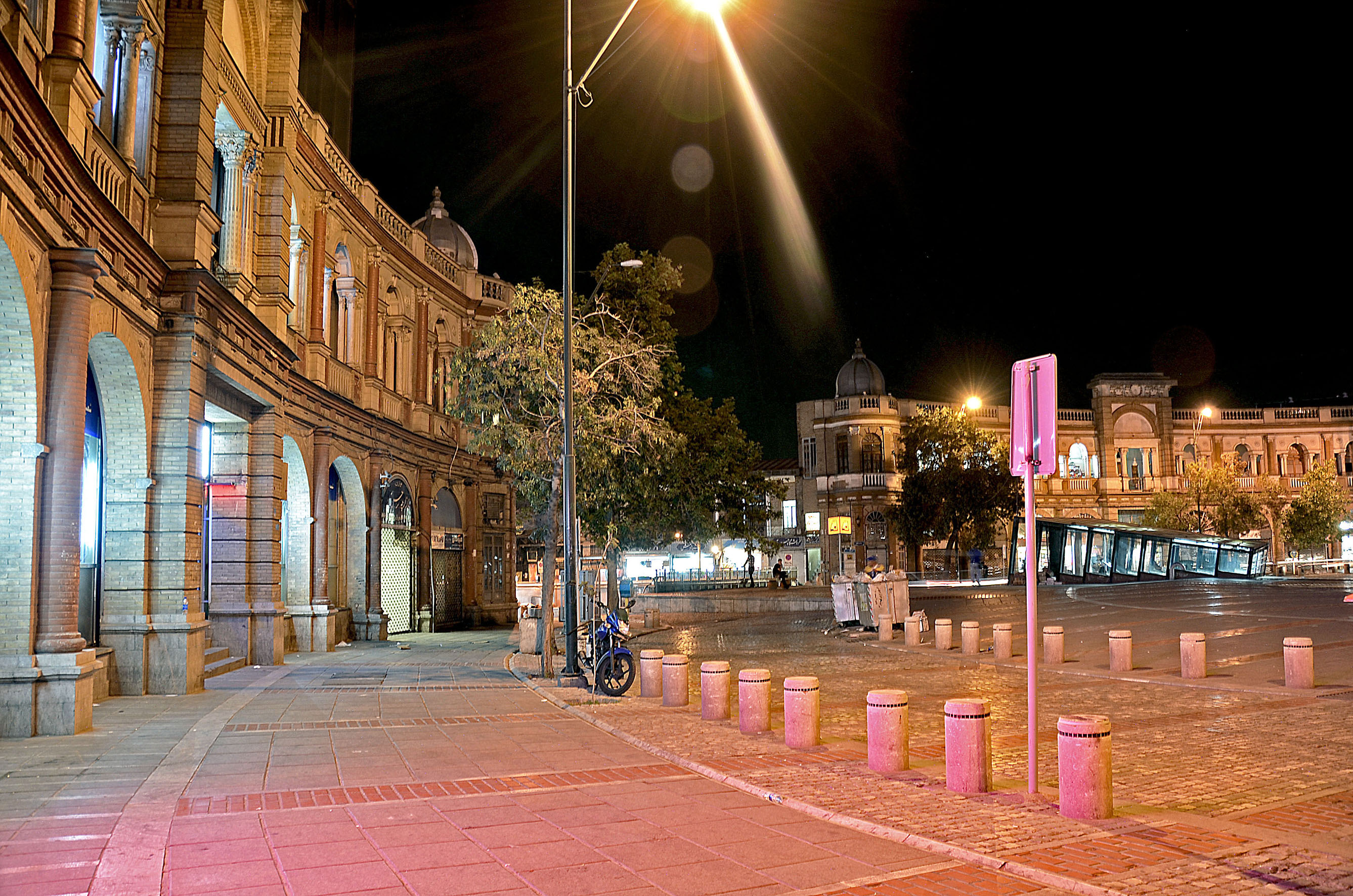
Plaza Hasanabad
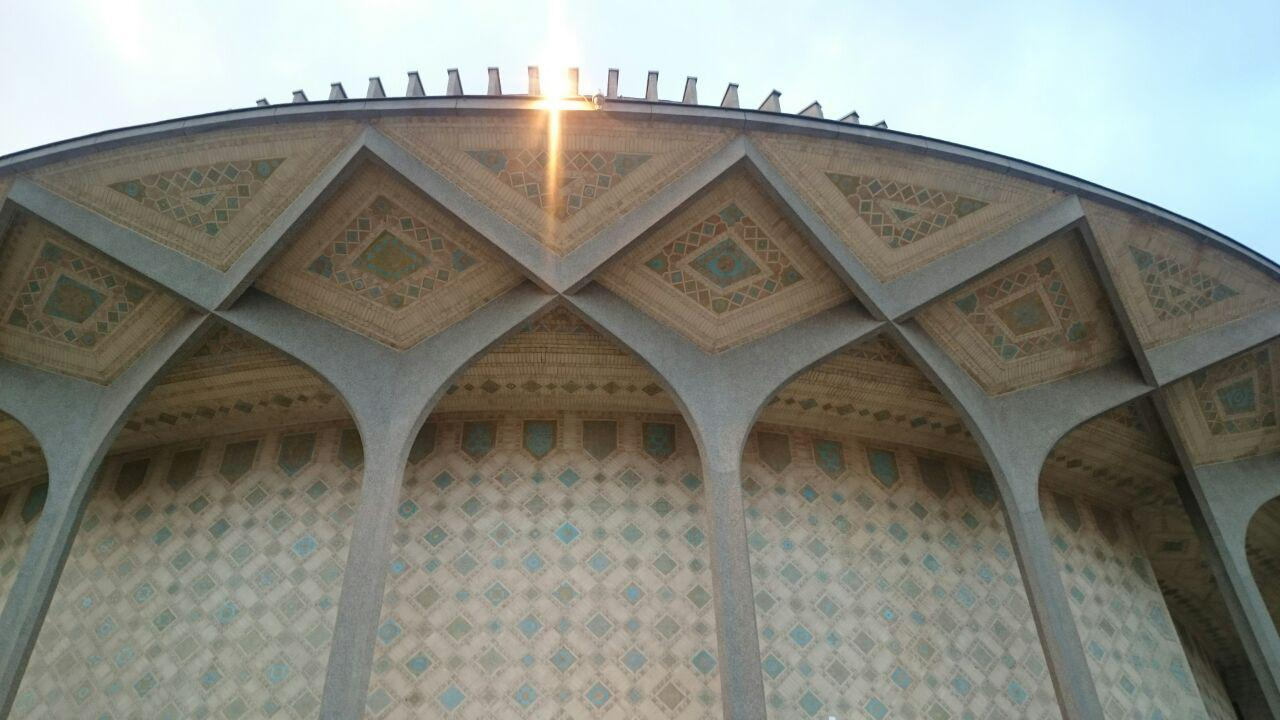
Vista del Teatro de Teheran.
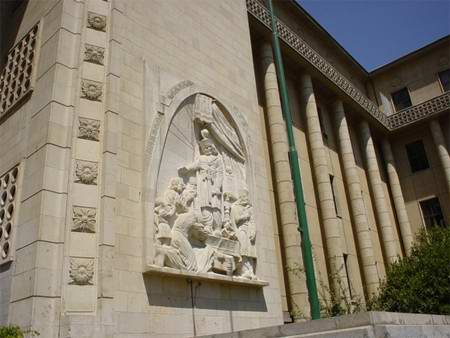
Palacio de Justicia de  Tehran
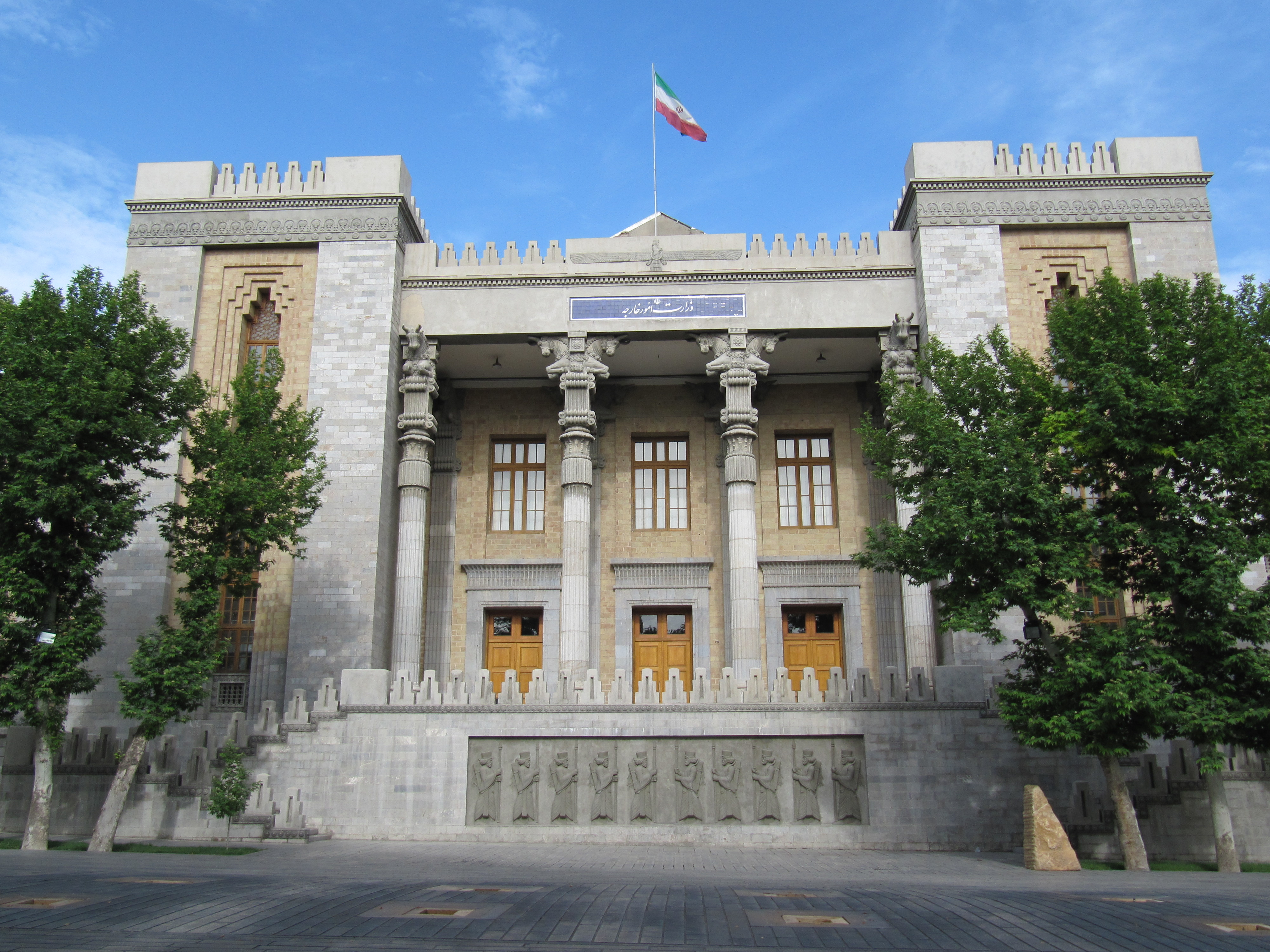
Casa policial ubicada en el Jardín Nacional de Teherán
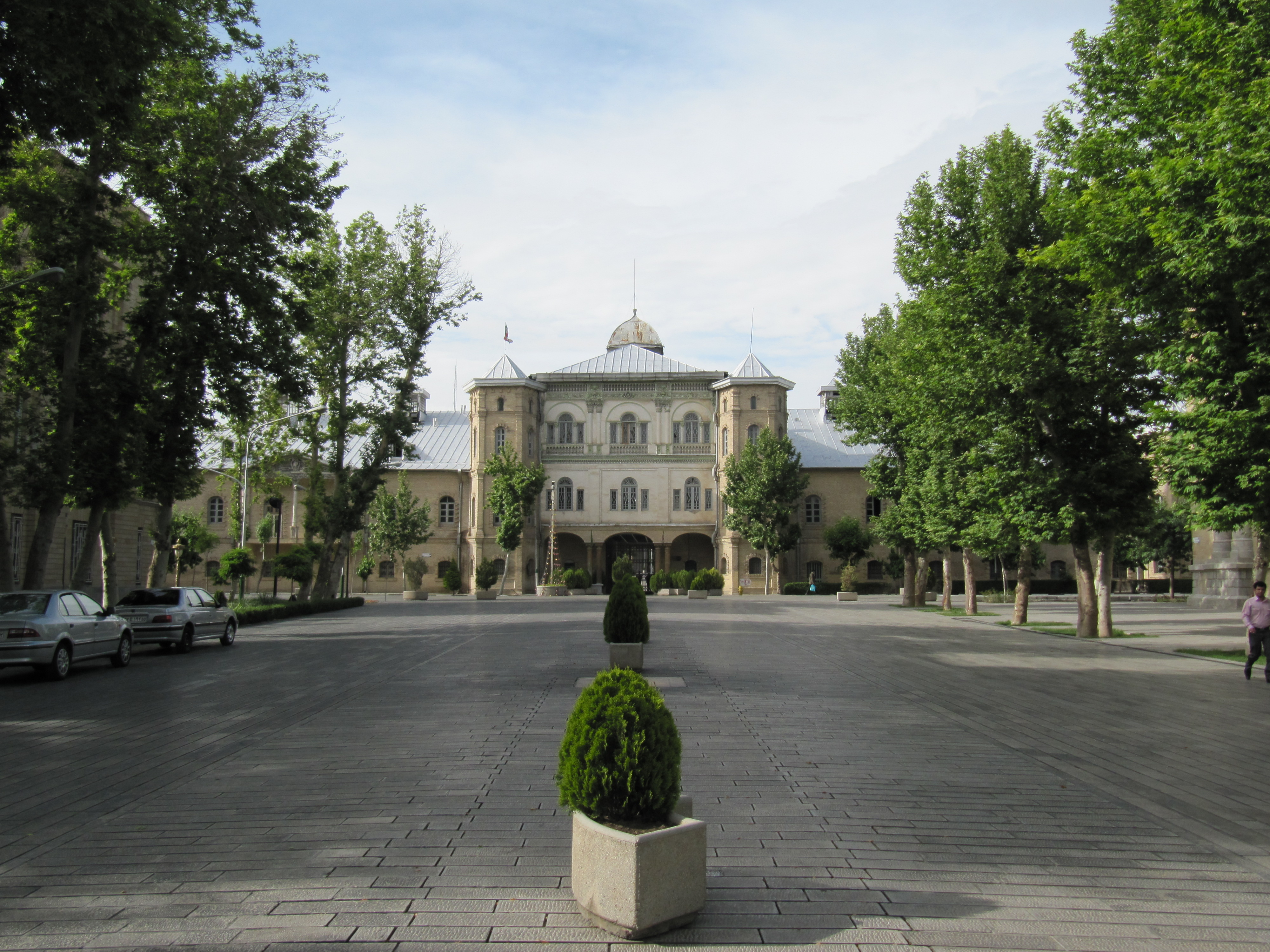
Casa Cosaca en el Jardín Nacional de Teherán

## Deportes
Teherán fue la ciudad sede de los Juegos Asiáticos de 1974.

## Centros religiosos
- Hoseiniye Ershad

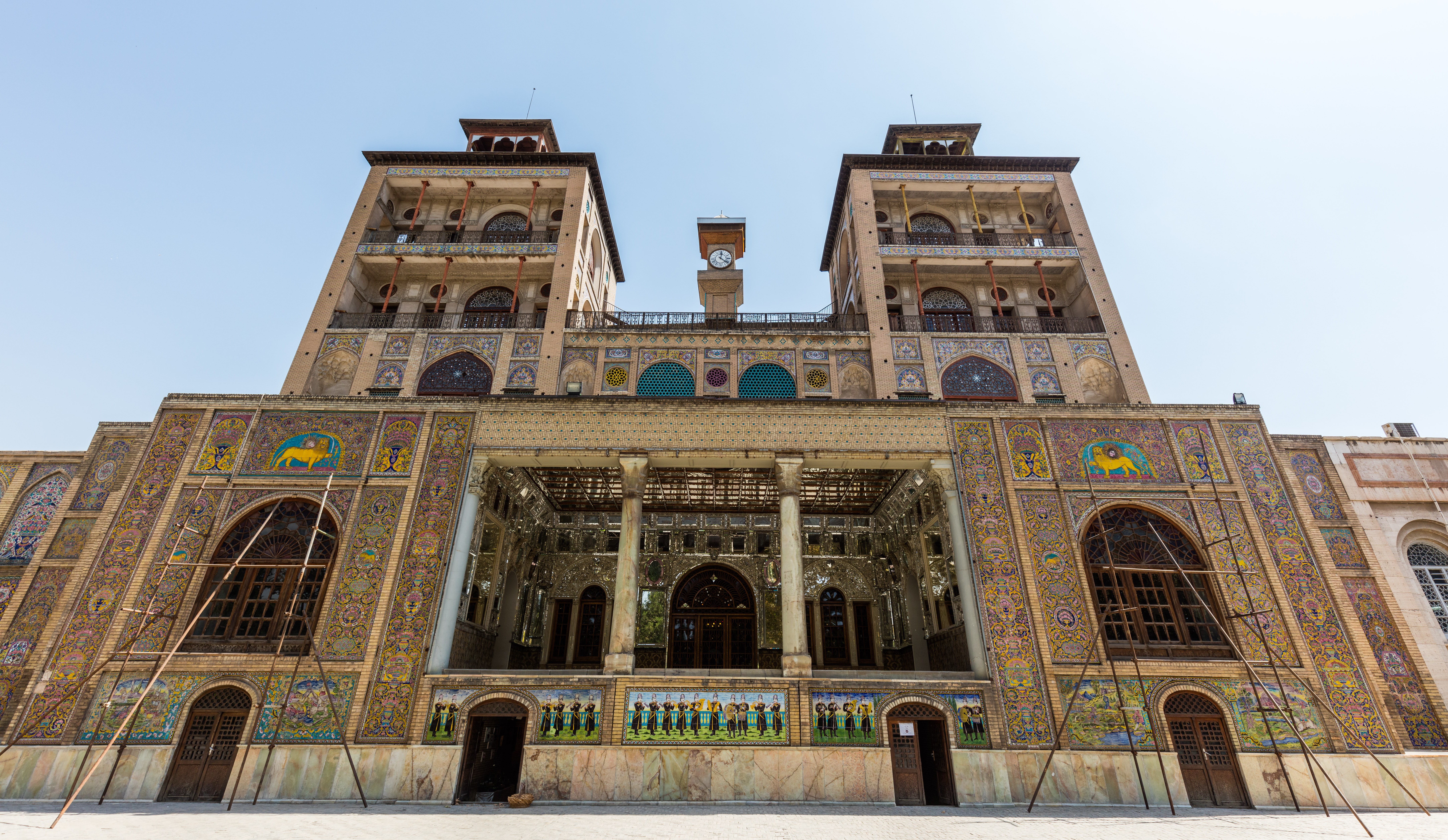
Edificio Shams-ol Emareh en el complejo del Palacio de Golestan.

- Mezquita Soltaní, construida por Fath Alí Shah
- Mezquita Atiq, construida en 1663.
- Mezquita Mo'ezz o-dowleh, construida por Fath Alí Shah.
- Mezquita Hach Seyed Azizollah, construida por Fath Alí Shah.
- Mezquita Al-Yavad, la primera mezquita de diseño modernista de Irán.
- La antigua mezquita Sepahsalar, otra mezquita prominente de la era Qajar.
- La mezquita nueva Sepahsalar.
- Mezquita Filsuf o-dowleh, era Qayar.
- Mezquita Moshir ol-Saltaneh Mosque, era Qayar.
- Mezquita Mo'ayyer ol-Mamalik Mosque, era Qayar.
- Mausoleo Shahr Banu.
- Mausoleo de Yavanmard-e Qassab un héroe preislámico casi mítico.
- Docenas de lugares santos, de cientos de años de antigüedad, incluyendo el del Imánzade Saleh.
- Docenas de sitios tradicionales de oración del tipo saqqajané.
- Muchos sitios tradicionales de los Tekye para sus ceremonias matutinas por Husayn ibn Ali.
- El cementerio de Ebn-e Babuyé, donde están enterrados muchos iraníes famosos como Tajtí y Alí Akbar Dehjodá.
- El cementerio de Zahiroddoulé, donde muchos astros iraníes del arte y la cultura como Irach Mirzá, Mohammad Taqí Bahar, Forugh Farrojzad, Abolhasan Sabá, Ruhollah Jaleghí, y Darvish Jan están enterrados.
- Tumba de Kordan, de la era selyuquí, Karach.
- Tumba de Maydanak, siglo XIII, Karach.
- El cementerio polaco al norte de Teherán en el jardín británico de Gholhak, donde están enterrados muchos aliados de la II Guerra Mundial.
- El otro cementerio polaco (cementerio católico) en Dulab, al sur de Teherán.
- Cementerio ortodoxo, en Dulab donde está la tumba al soldado ruso desconocido, que tiene una estrella roja sobre ella.
- Torre del Silencio (Dajme-ye gabrha), sita en la carretera Moshiryh detrás de la fábrica de cemento en la 7.º unidad de Teherán. Es de forma circular.
- Torre Nagharejané, localizada en la montaña del mismo nombre (Nagharejané) en el distrito de Haftdastagh, junto a la carretera Aminabad. Su antigüedad no está clara pero hay relatos de la era selyuquí que hablan de ella. La torre es la tumba de un sultán selyuquí. Bajo la torre se pueden ver otras ruinas históricas el (domo Einanj). Este lugar es un cementerio real y fue utilizado en los primeros años de la era islámica en Persia.

### Iglesias
- Catedral de San Sarkis
- Surep Georg, construida en 1790.

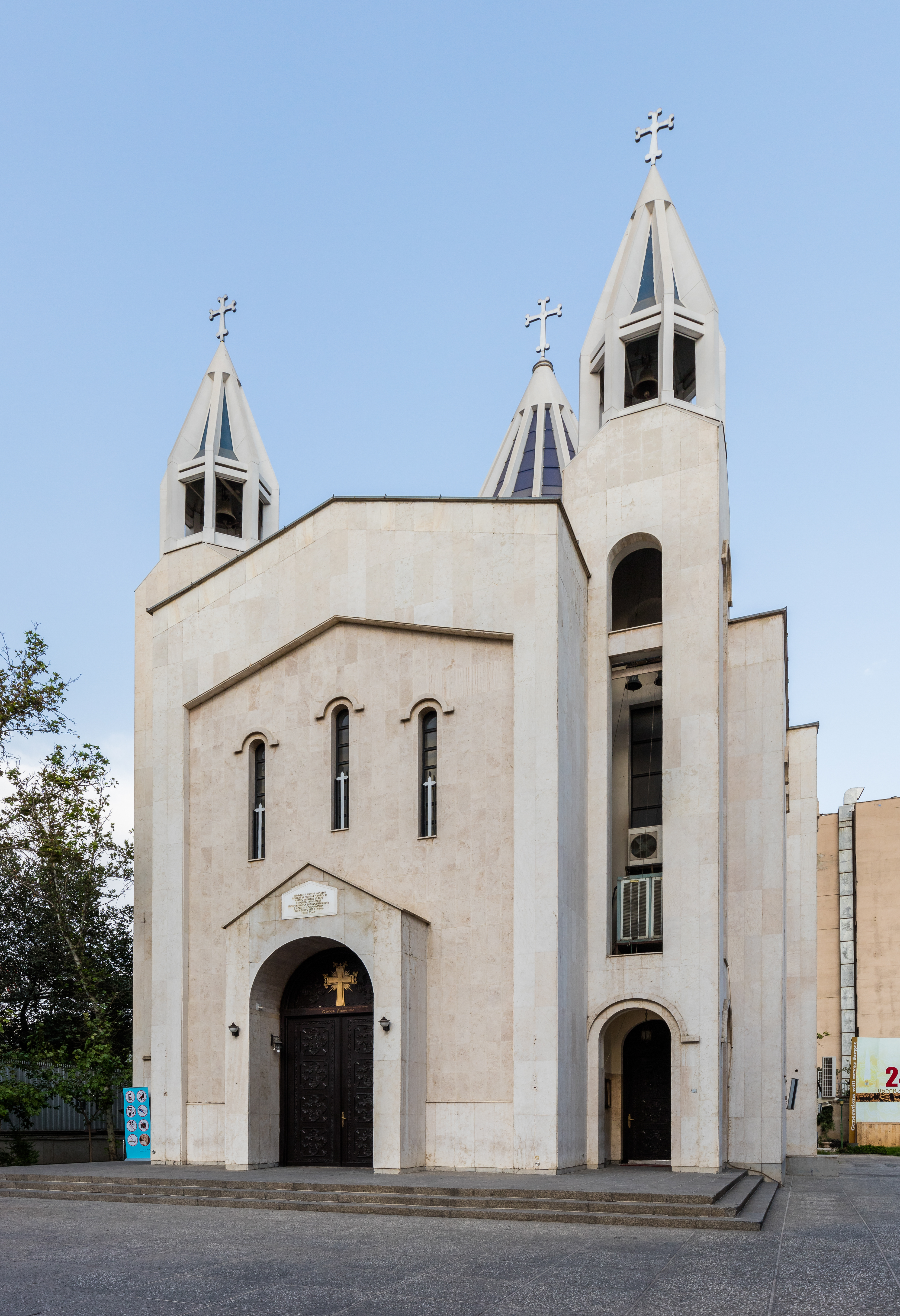
Catedral de San Sarkis.

- Iglesia de San Judas Tadeo, construida en 1808.
- Tatavus, de la era Qayar.
- Enyilí, construida en 1867.
- Iglesia asiria.

## Ciudades hermanadas
- La Habana (Cuba) (2001)[15]
- Pretoria (Sudáfrica) (2002)[16]
- Caracas (Venezuela) (2005)[17]
- Pekín (China) (2006)[18]
- Minsk (Bielorrusia) (2006)[19]
- La Paz (Bolivia) (2008)
- Dusambé (Tayikistán)
- Seúl (Corea del Sur)

## Galería de imágenes

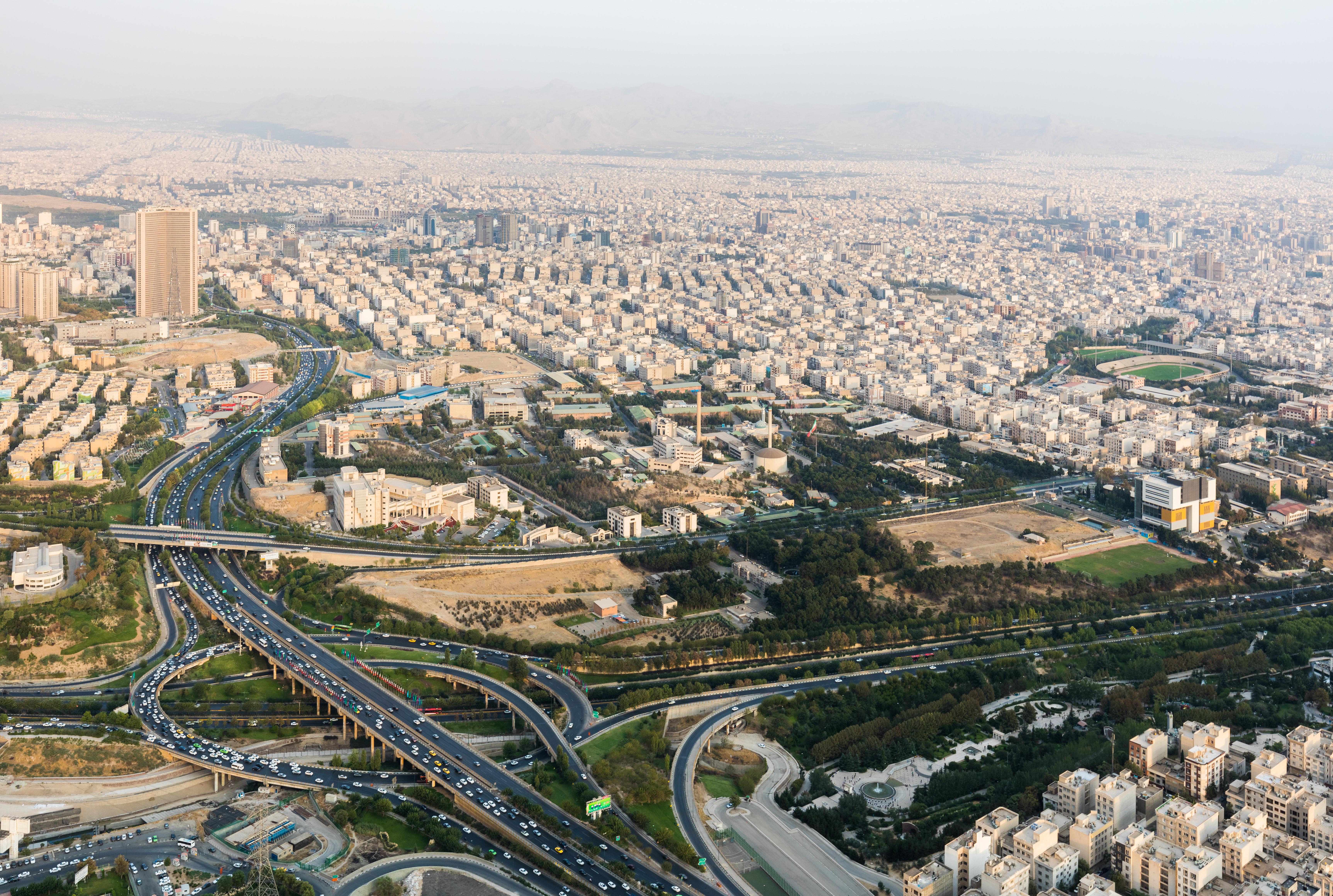
Vista de Teherán desde la Torre Milad.
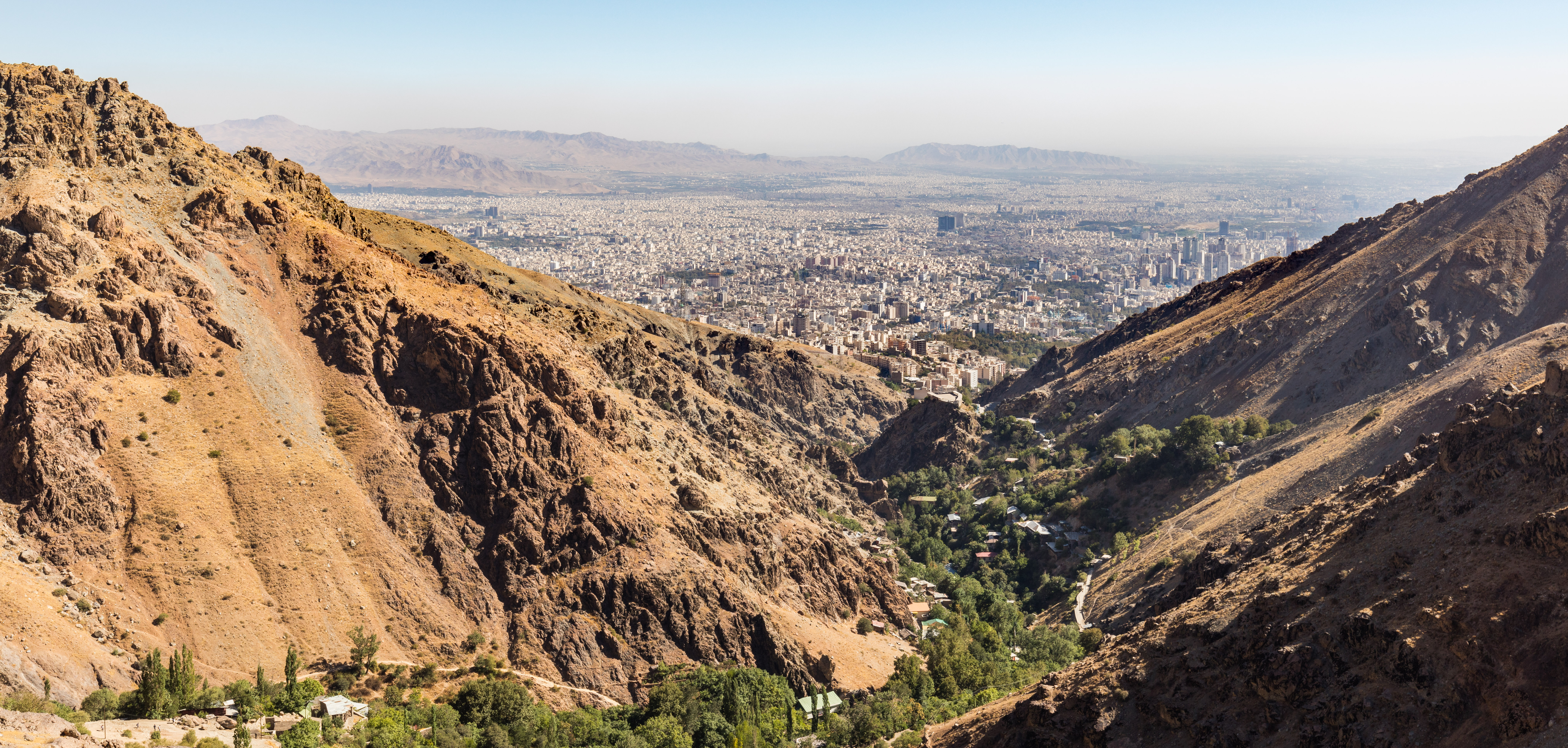
Vista de Teherán desde Shirpala.
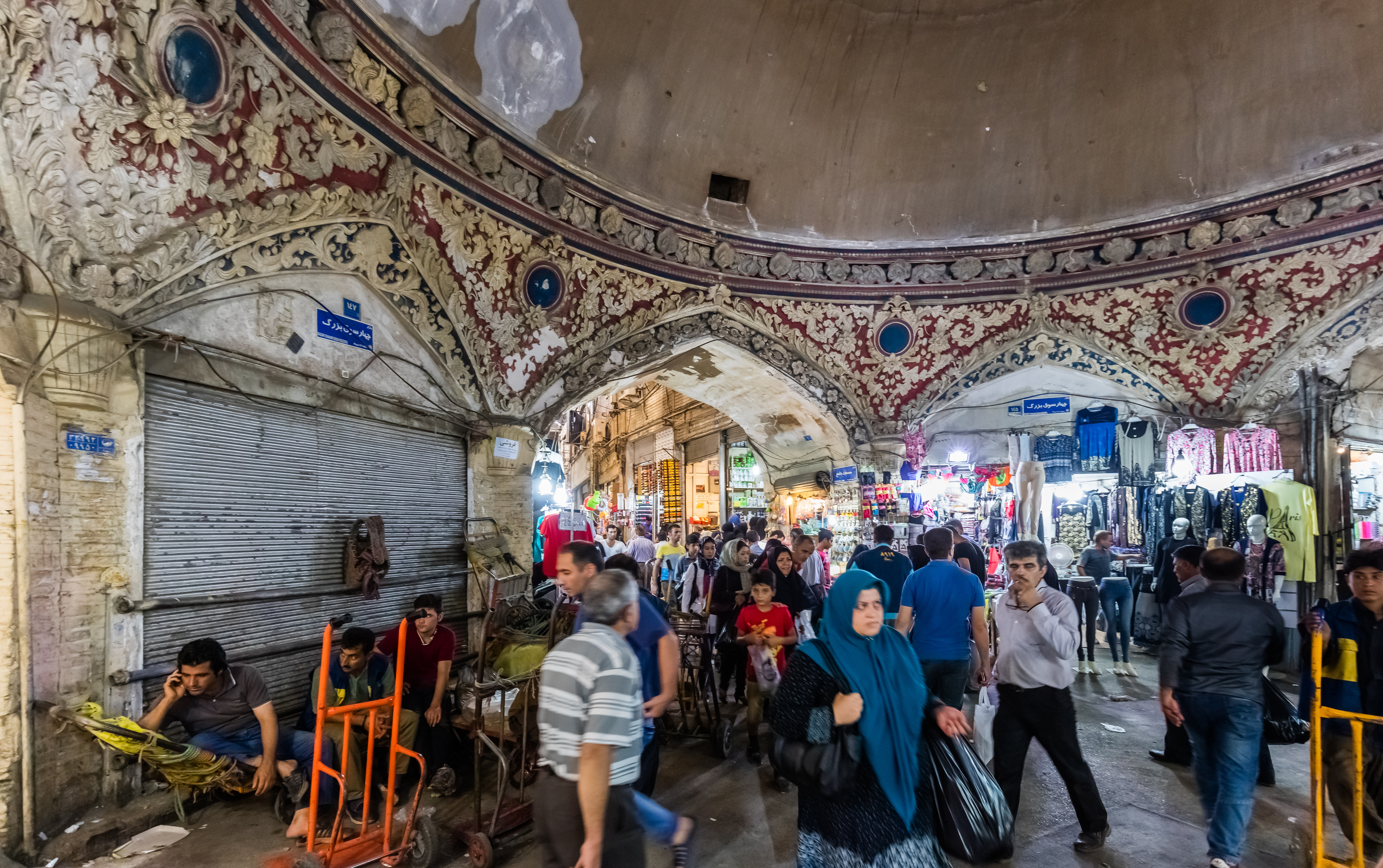
Bazar de Teherán.
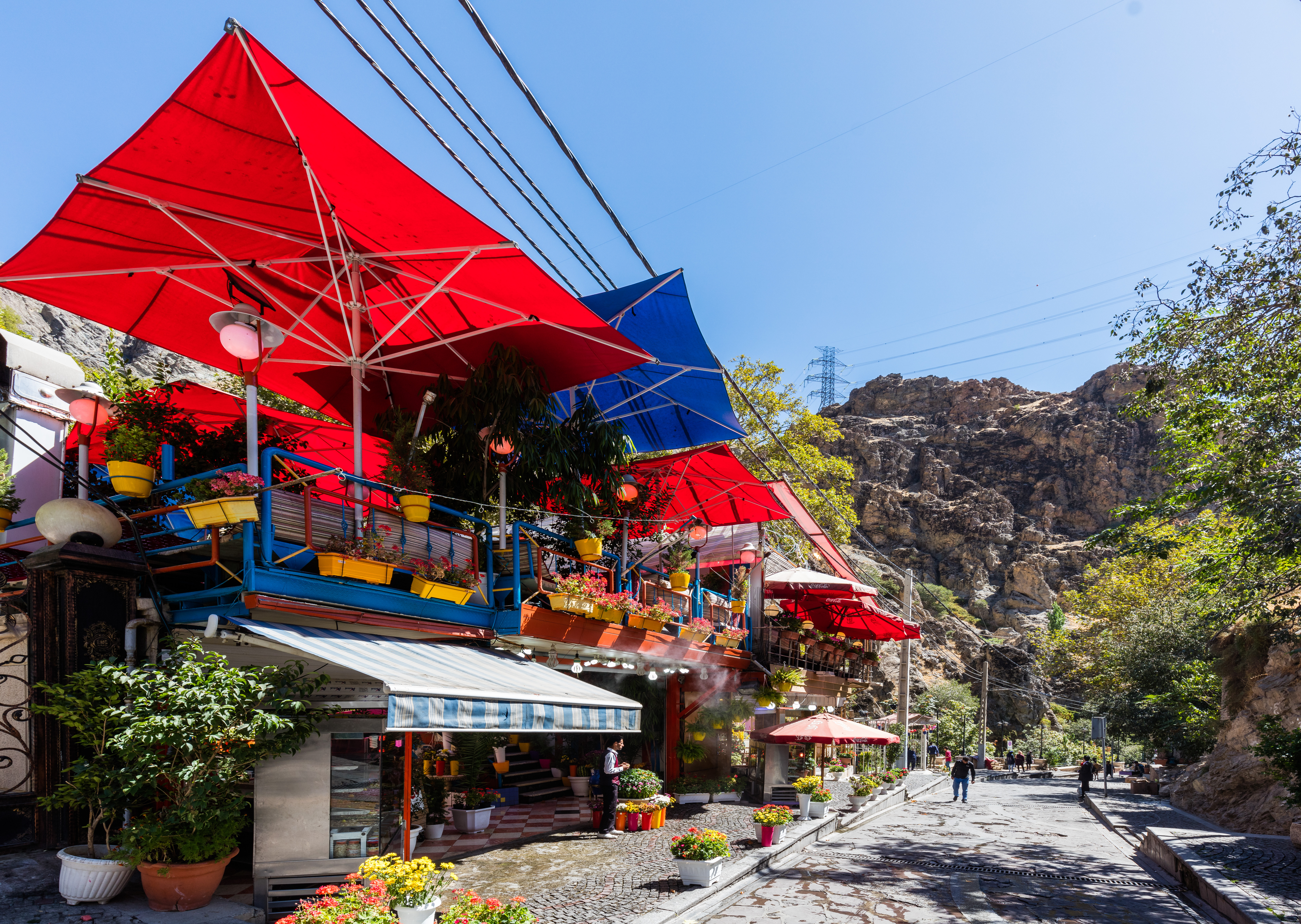
Restaurantes en el barrio de Darband.
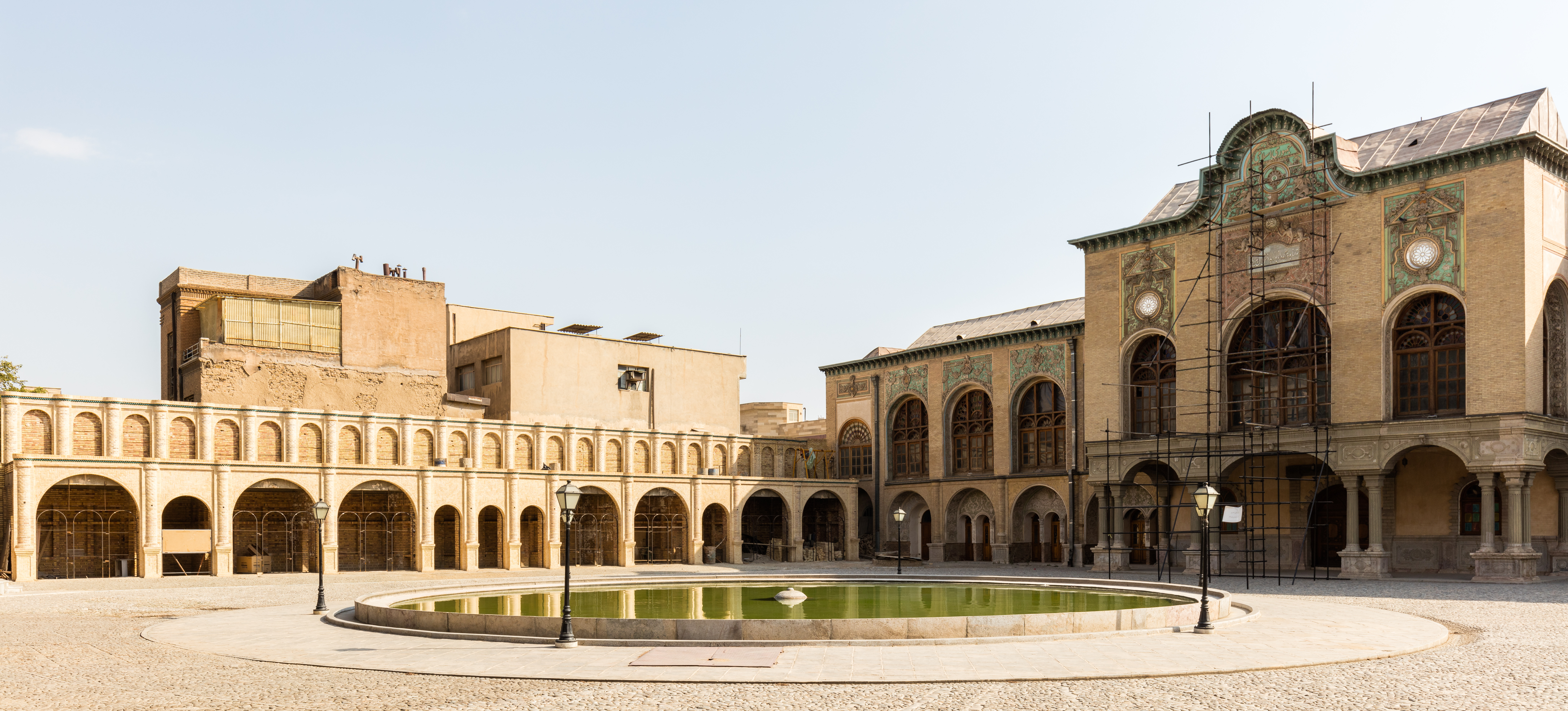
Mansión Masoudieh.
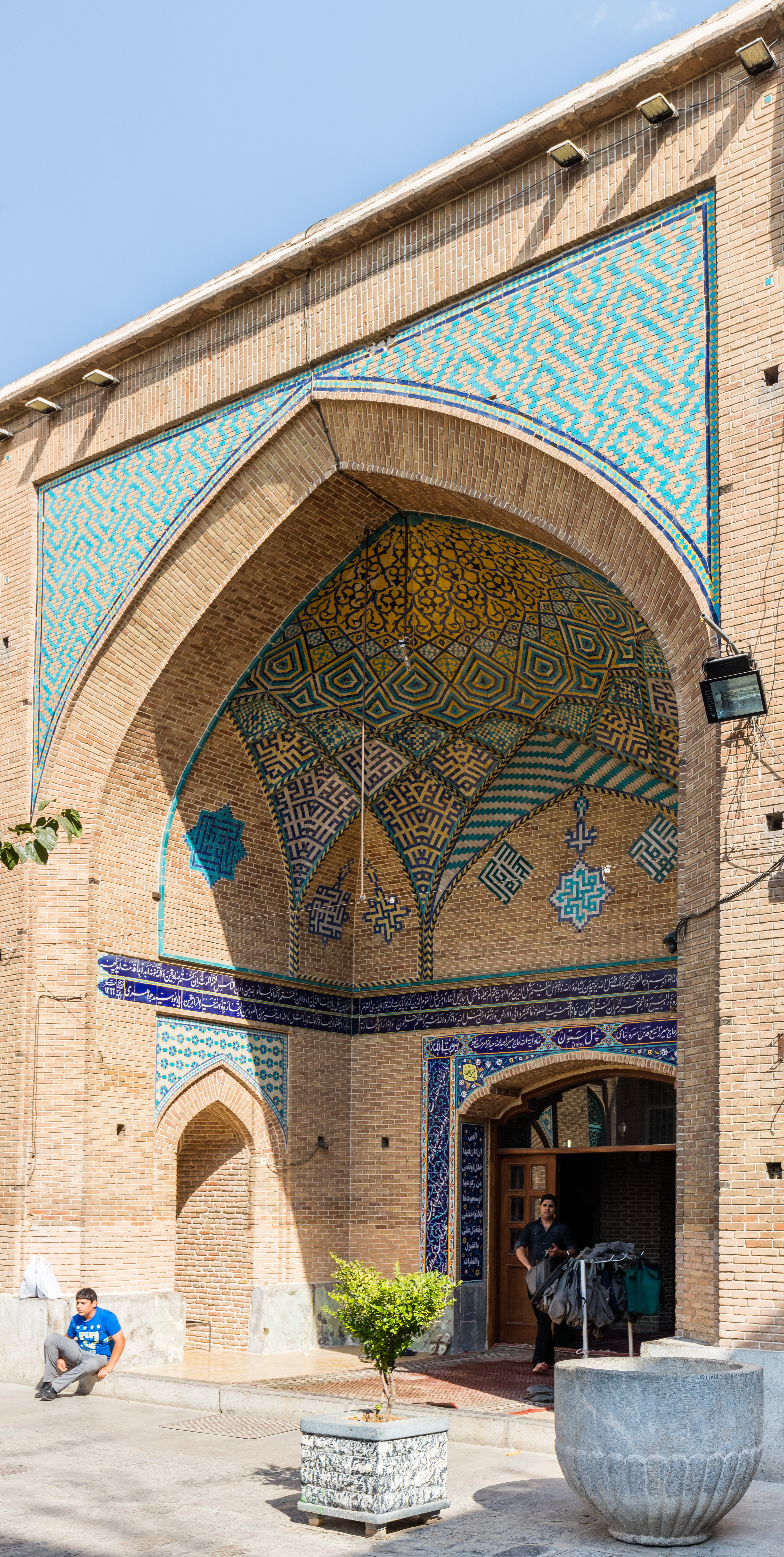
Bazaar de Teherán.
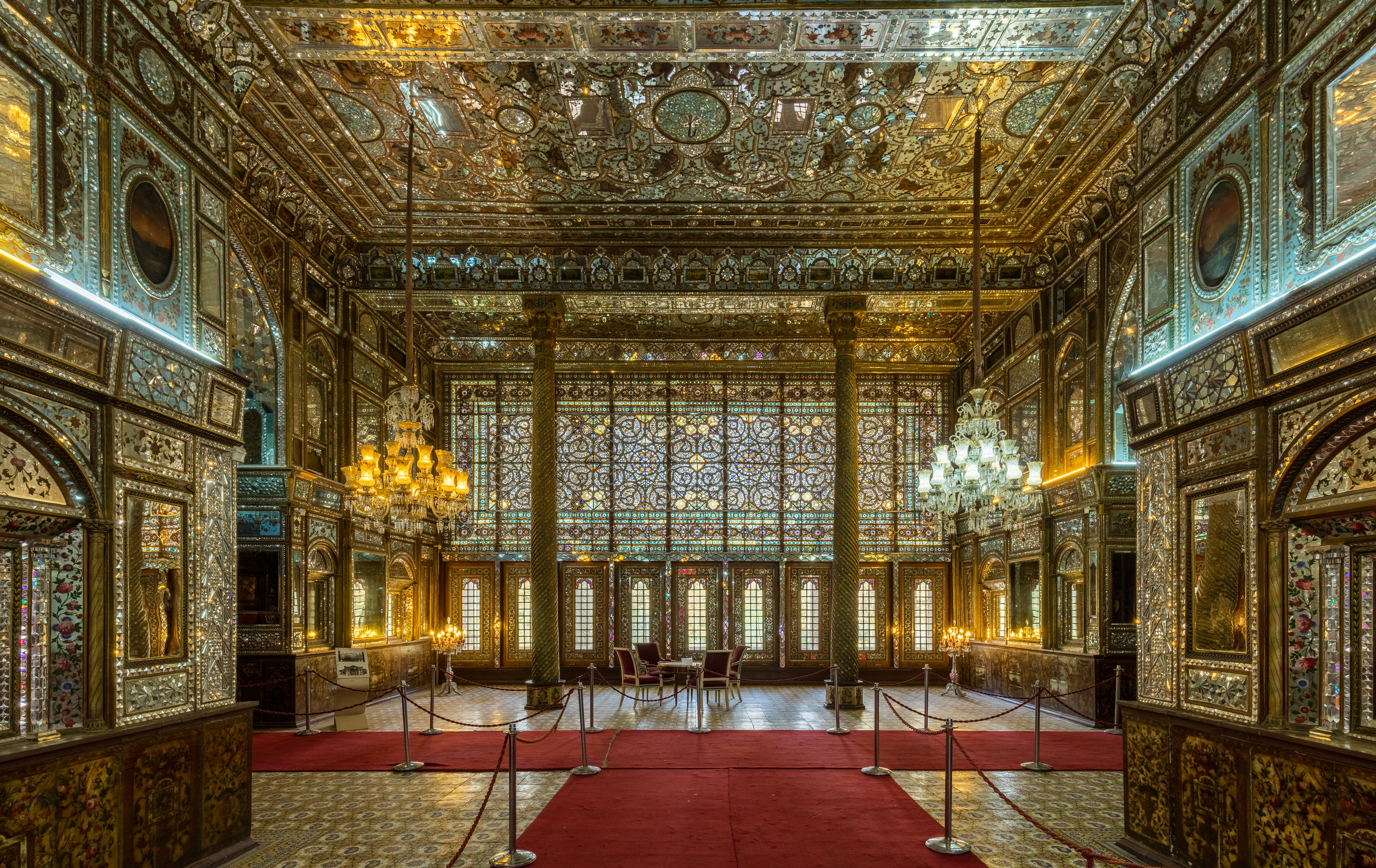
Interior de la torre de viento, Palacio de Golestán.
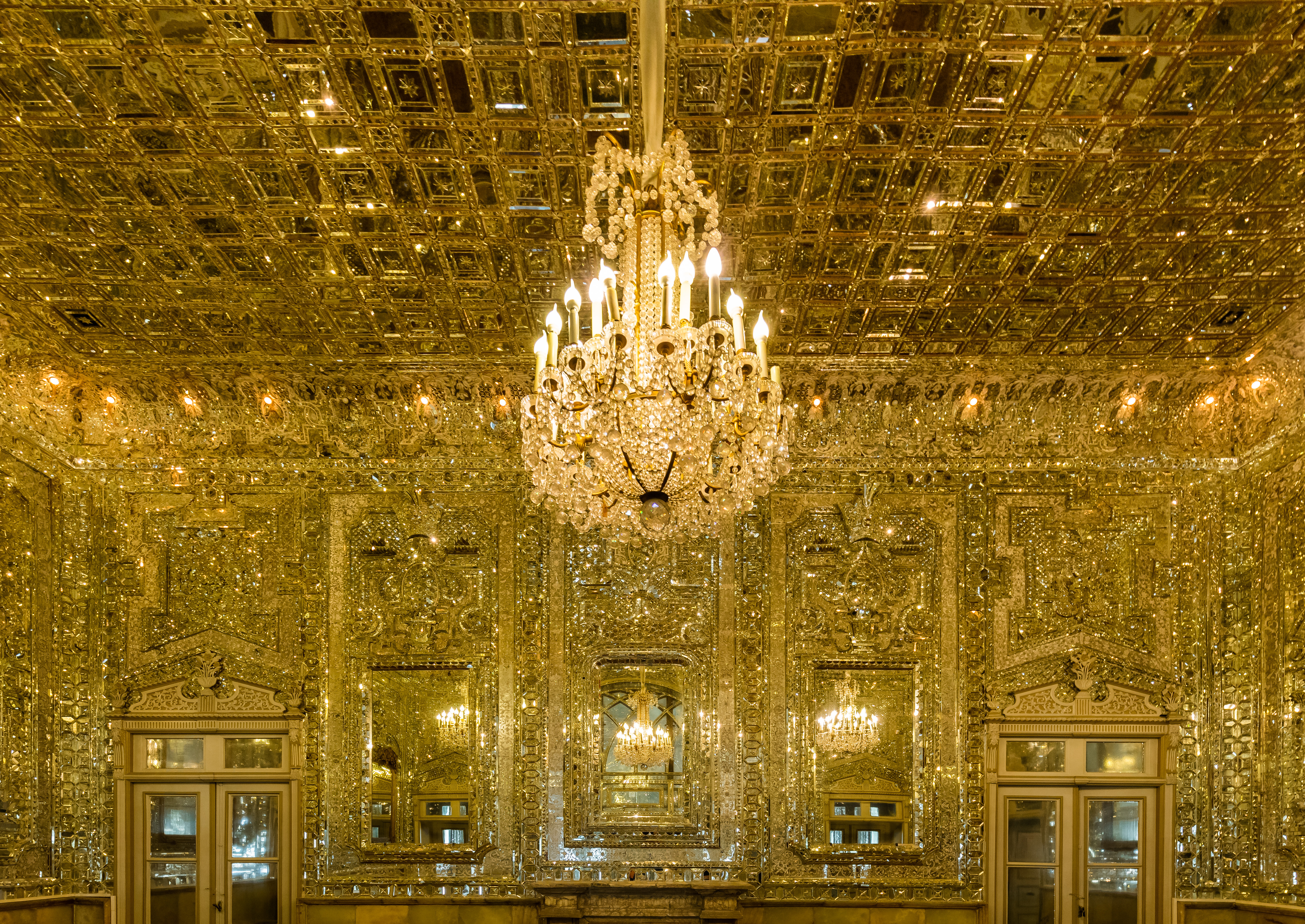
Interior del Palacio de Golestán.
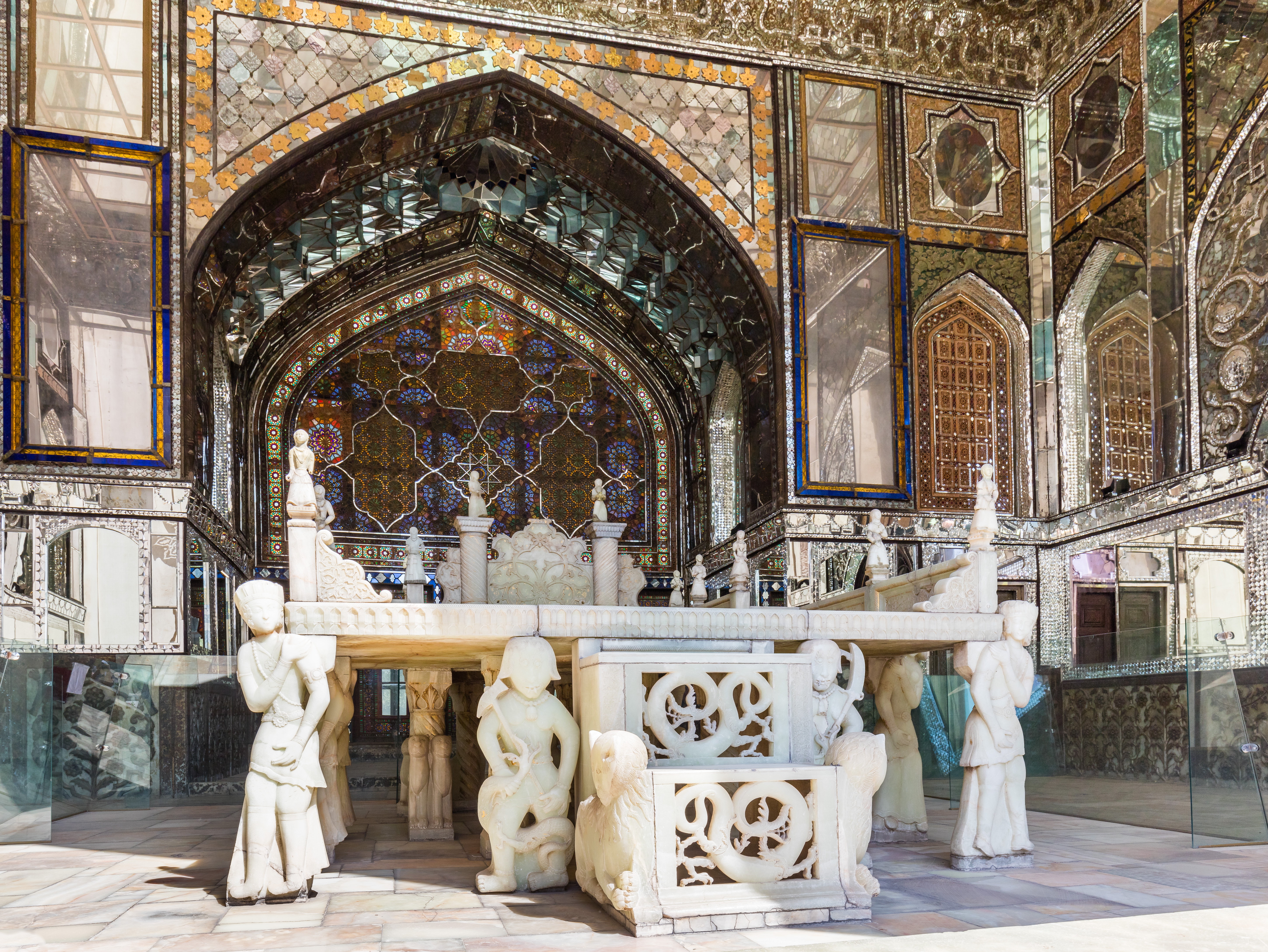
Trono de mármol, Palacio de Golestán.